# 국도 제1호선

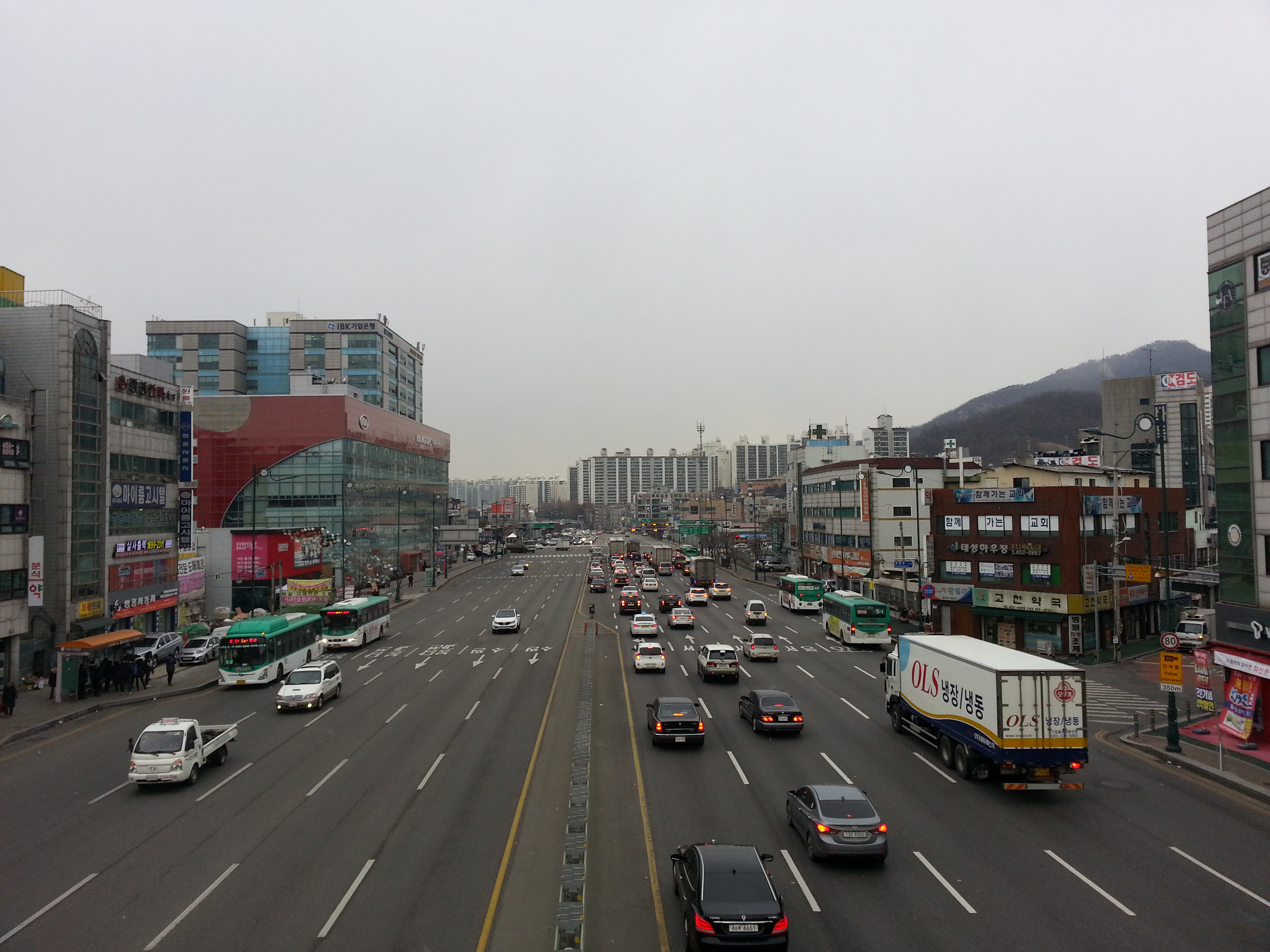
경수대로

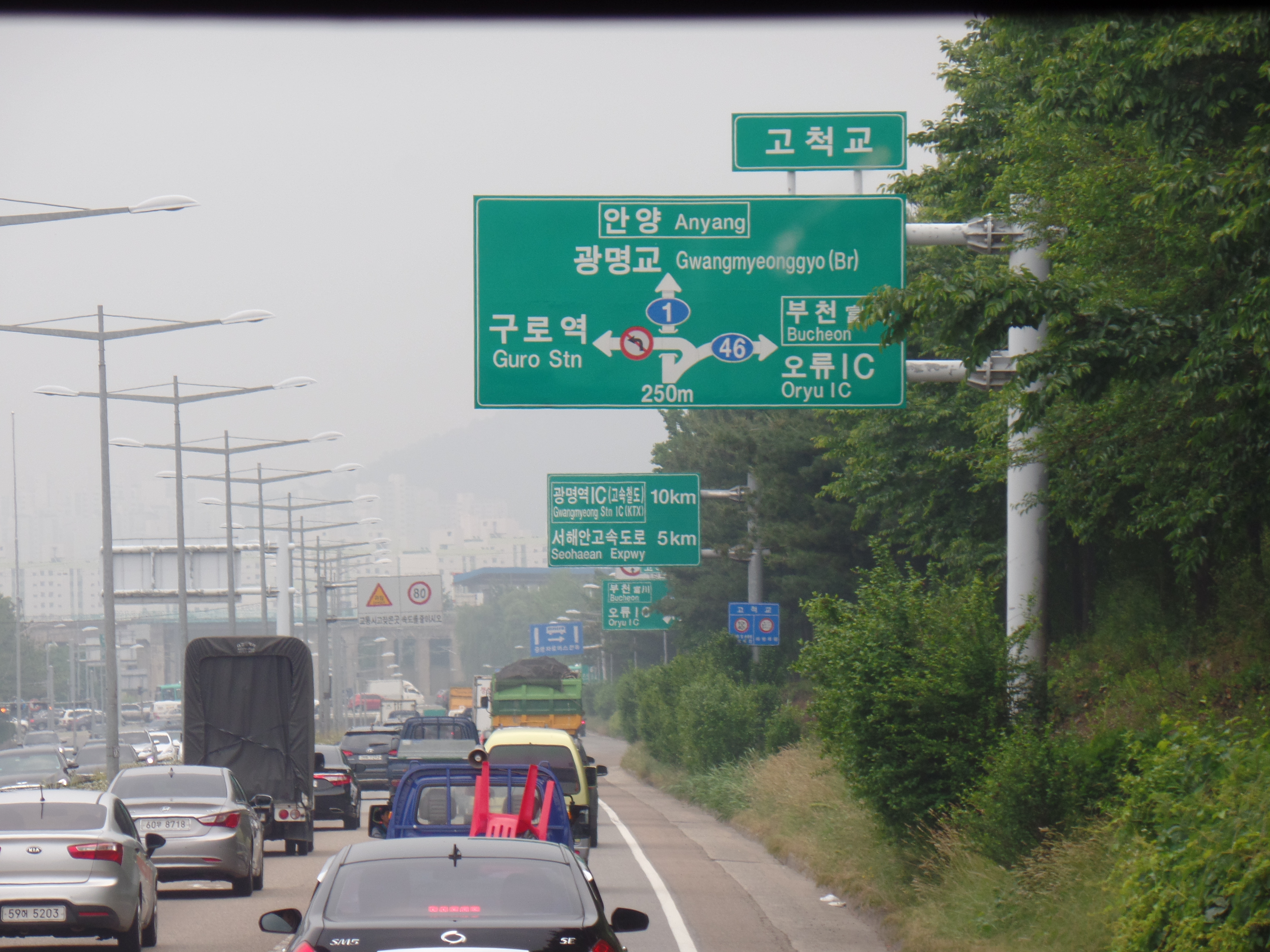
고척교 부근을 통과하고 있는 국도 제1호선

국도 제1호선은 전라남도 목포시 신항 교차로에서 판문점을 거쳐 평안북도 신의주시를 잇는 대한민국의 일반 국도이다. 대한민국과 조선민주주의인민공화국이 분단되기 전까지의 전체 노선 길이는 약 1068km이며, 현재 대한민국에서 군사 검문 없이 접근할 수 있는 종점은 경기도 파주시 문산읍 임진각까지다.

## 역사

구(舊) 국도1, 2호선 시작점 기념비(목포시)

국도 제1호선의 일부 구간은 조선 시대부터 주요 도로로 이용되고 있었다. 서울특별시에서 수원시까지의 구간은 조선 정조 시기 놓인 시흥대로, 경수대로와 겹치며, 서울에서 의주군까지 이어지던 조선 시대의 의주로는 중국과의 사신 왕래에 사용되는 주요 도로였기 때문에 국가에서 관리하였으며 일부 구간을 제외하고는 지금의 국도 1호선과 겹친다. 의주로는 책문을 넘어 베이징시까지 이어지기에 연행로라고도 하였다.
일제강점기에 들어 일본 제국은 목포에서 서울을 거쳐 신의주까지의 도로를 정비하여 국도3호선(목포 ~ 경성)과 2호선(경성 ~ 신의주)으로 각각 명칭하였다. "신작로"라 불린 새 도로는 거의 대부분 조선의 대로(大路)를 사용하였으나 여러 구간에서 이전의 도로망을 버리고 새로 조성하였다. 이는 일본 제국이 기존 도읍 사이의 지리적 관계보다는 직선 도로를 선호하였기 때문이다. 서울 북부의 경기도 구간에서는 고양시 덕양구 선유동에서 파주시 문산읍 신원리까지의 통일로 구간은 조선 시대의 의주로와 겹치나 의주로의 그 이외 구간은 지금의 국도 1호선과 39호선 그리고 지방도로 307호선에 걸쳐 있다. 천안 이남의 구간에서는 조선 시대 우로였던 제7로의 구간 대신 대부분 새로 길을 조성하였다. 조선의 7로는 천안 - 차령 - 공주 - 부여 - 강경으로 이어졌으나 국도 1호선은 천안 - 조치원 - 대전 - 논산으로 연결된다. 일제는 이렇게 놓인 국도 1호선을 이용하여 서울 이북 구간은 만주 침략의 이동로로 호남 구간은 징발된 쌀의 운송로로 사용하였다.
국도 1호선은 6.25 전쟁 이후 그 구간이 임진각까지로 잠시 한정되었다. 그 뒤에 1997년부터 2004년까지 논산시와 대전광역시 구간, 완주군 삼례읍과 논산시 연무읍 구간, 1994년부터 1999년까지 대전광역시 유성구에서 연기군(現 세종특별자치시) 조치원읍 구간이 4차선으로 확장, 완공되었다. 2000년에는 경의선 도로 연결 공사로 개성공업지구와 연결되었다. 2010년, 전주시를 우회하는 새로운 국도 1호선이 완공되었다. 세종특별자치시의 설치에 따라 행정중심복합도시를 관통하는 구간이 일부 이설되고 왕복 6~8차로로 확장되었다.
2012년 6월 29일, 목포대교가 개통되어 국도 제1호선 기점이 종전 유달산우체국 부근에서 목포대교 남측 종점인 고하도 ~ 허사도 (신외항)로 변경되었다. 이에 따라 2012년 기준 국도 제1호선의 총 연장은 943.37km로 이전 길이 939.1 km 보다 약 4.27km가 연장되었다. 실제 노선 변경 승인은 2013년 2월 28일이 되어서야 이루어졌다.

## 연혁
- 1971년 8월 31일 : 일반국도노선지정령에 의해 국도 제1호선 목포 ~ 신의주선이 됨.[16]
- 1973년 9월 7일 : 선형 개량으로 인해 나주군 다시면 월태리 ~ 문평면 옥당리 3.4 km 구간 도로구역 변경[17]
- 1973년 9월 8일 : 선형 개량으로 인해 대덕군 진잠면 내동리 ~ 기성면 관저리 1.85 km 구간을 1.15km로, 대덕군 기성면 가수원리 1.1 km 구간을 800m로, 연기군 조치원읍 서창동 ~ 죽림동 2.2 km 구간을 2.18km로, 연기군 남면 갈운리 420m 구간을 360m로, 논산군 논산읍 취암동 ~ 반월동 1.77 km 구간을 1.2km로, 논산군 연산면 천호리 ~ 두마면 망석리 1.97 km 구간을 논산군 연산면 천호리 ~ 두마면 광석리 1.35km로 도로구역 변경[18]
- 1975년 8월 20일 : 화성군 태안면 반정리 ~ 오산읍 세교리 구간 개통[19]
- 1982년 1월 25일 : 화성군 오산읍 신월리 ~ 수청리 임업시험장앞 3.425 km 구간 신설 개통, 기존 3.1 km 구간 폐지[20]
- 1985년 6월 8일 : 수원시 권선동 ~ 화성군 태안면 진안리 3.6 km 구간 개통, 기존 3.5 km 구간 폐지[21]
- 1987년 5월 26일 : 기존 지정 구간인 논산군 은진면 연서리, 대덕군 기성면 방동리 ~ 두마면 금암리 구간 폐지[22]
- 1987년 7월 29일 : 논산군 논산읍 취암동 700m 구간 개통, 기존 600m 구간 폐지[23]
- 1988년 3월 25일 : 연기군 전의면 대곡리 구간 개량[24]
- 1993년 5월 6일 : 태인우회도로(정읍군 태인면 태성리) 1.2 km 구간, 금산우회도로(김제군 금산면 구월리 ~ 성계리) 2.1 km 구간 개통[25]
- 1994년 12월 29일 : 천안군 목천면 삼성리 ~ 소사리 2.6 km 구간 개통 및 기존 3.3 km 구간 폐지[26]
- 1996년 7월 1일 : 서울특별시 구간 노선을 한강대교 통과에서 성산대교 통과로 변경[27]
- 1996년 11월 20일 : 1999년 12월 31일까지 목포시 국도대체우회도로 건설을 위해 목포시 대양동 목포 나들목 ~ 산정동 4.908 km 구간 도로구역 결정[28]
- 1997년 9월 1일 : 기존 논산시 부창동 ~ 덕지동 3.3 km 구간 폐지[29]
- 1997년 11월 5일 : 충청남도 연기군 금남면 나성리 ~ 대전광역시 유성구 외삼동 10.25 km 구간 개통, 기존 5.54 km 구간 폐지[30]
- 1997년 12월 16일 : 논산시 두마면 광석리 ~ 지산동 ~ 내동 21 km 구간 개통, 기존 18.2 km 구간 폐지[31]
- 1998년 1월 8일 : 연기군 조치원읍 죽림리 ~ 남면 나성리 13.2 km 구간 개통, 기존 8.31 km 구간 폐지[32]
- 1998년 6월 20일 : 자유의 다리 ~ 판문점간 도로(파주시 문산읍 마정리 ~ 군내면 점원리) 6 km 구간 확장 개통, 기존 구간 폐지[33]
- 1998년 9월 4일 : 병점지하차도(화성군 태안읍 병점리 ~ 진안리) 720m 구간 개통[34]
- 1998년 9월 16일 : 목포시 연산동 ~ 삼향동 5.2 km 구간을 자동차 전용도로로 지정[35]
- 1998년 9월 28일 : 목포 ~ 삼호간 도로(목포시 석천동 ~ 대양동) 1.9 km 구간 확장 개통[36]
- 1998년 12월 2일 : 논산시 연무읍 죽평리 ~ 강산동 9 km 구간 신설 개통, 기존 구간 폐지[37]
- 1998년 12월 31일 : 병점육교(오산시 세교동 ~ 화성군 태안읍 병점리) 1.28 km 구간 개통[38]
- 1999년 3월 29일 : 내기리우회도로(나주시 산포면 내기리) 3.8 km 구간 개통[39]
- 1999년 3월 31일 : 여산우회도로(익산시 여산면 호산리 ~ 여산리) 2.3 km 구간 개통[40]
- 1999년 7월 1일 : 금마우회도로(익산시 금마면 동고도리) 1.9 km 구간 개통, 기존 2.4 km 구간 폐지[41]
- 2000년 12월 31일 : 연기군 조치원읍 번암리 ~ 전동면 미곡리 13.11 km 구간 확장 개통 및 기존 연기군 조치원읍 죽림리 ~ 전동면 청람리 13.6 km 구간 폐지[42], 연기군 전동면 미곡리 ~ 천안시 광덕면 행정리 6.94 km 구간 확장 개통 및 기존 연기군 전동면 청람리 ~ 천안시 광덕면 행정리 7.8 km 구간 폐지[43]
- 2001년 6월 20일 : 삼례 ~ 금마간 도로 및 금마우회도로(완주군 삼례읍 후평리 ~ 익산시 금마면 동고도리) 9.7 km 구간 확장 개통[44]
- 2001년 11월 16일 : 목포시 국도대체우회도로(목포시 연산동 ~ 무안군 삼향면 유교리) 4.908 km 구간 개통[45]
- 2004년 2월 : 파주시 군내면 백연리 ~ 장단면 동장리 5.1 km 구간 확장 개통[46]
- 2004년 7월 5일 : 완주군 이서면 이성리 ~ 덕진구 원동 7.2 km 구간을 자동차 전용도로로 지정[47]
- 2004년 9월 13일 : 나주시 국도대체우회도로 중 다시 ~ 왕곡 ~ 금천간 도로(나주시 다시면 복암리 ~ 금천면 석전리 19.5km 구간을 자동차 전용도로로 지정[48]
- 2004년 12월 10일 : 논산시 연무읍 마전리 ~ 죽평리 4.3 km 구간 확장 개통, 기존 구간 폐지[49]
- 2004년 12월 24일 : 반포 ~ 봉암간 도로(공주시 반포면 봉곡리 ~ 연기군 금남면 두만리) 5.8 km 구간 신설 개통[50], 기존 공주시 반포면 공암리 ~ 연기군 금남면 감성리 8.0 km 구간 폐지[51]
- 2005년 5월 27일 : 장성군 장성읍 단광리 ~ 영천리 2.7km 구간 확장 개통[52]
- 2005년 12월 30일 : 정읍시 장명동 ~ 태인면 오봉리 12.92km 구간 확장 개통[53], 장성읍 일대 도로 확장 개통으로 기존 기존 장성군 장성읍 단광리 ~ 영천리 2.35km 구간 폐지[54]
- 2006년 9월 6일 : 무안우회도로(무안군 청계면 태봉리 ~ 무안읍 성동리) 8.9km 구간 확장 개통[55]
- 2007년 1월 3일 : 대전광역시 유성구 방동 ~ 충청남도 공주시 반포면 온천리 10.06 km 구간 확장 개통, 기존 계룡시 금암동 연화 교차로 ~ 공주시 반포면 온천리 박정자삼거리 11.36 km 구간 폐지[56][57]
- 2007년 8월 6일 : 나주시 다시면 월태리 ~ 금천면 석전리 19.5 km 구간을 자동차 전용도로로 지정[58]
- 2008년 8월 14일 : 정읍시 옹동면 용호리 ~ 김제시 금구면 용복리 10.16 km 구간 확장 개통, 기존 10.2 km 구간 폐지[59]
- 2008년 12월 24일 : 광주 ~ 장성간 도로(장성군 남면 삼태리 ~ 장성읍 단광리) 7.32km 구간 확장 개통 및 기존 6.75km 구간 폐지[60], 장성 ~ 야은간 도로(장성군 장성읍 영천리 ~ 상오리) 구간 5.4 km 확장 개통 및 기존 5.8 km 구간 폐지[61]
- 2008년 12월 26일 : 구이 ~ 용정간 도로(전주시 완산구 삼천동3가 ~ 덕진구 용정동) 14.5 km 구간 확장 개통, 기존 18.3 km 구간 폐지[62]
- 2008년 12월 30일 : 정읍시 태인면 오봉리 ~ 옹동면 용호리 3.75 km 구간 확장 개통, 기존 3.9 km 구간 폐지[63]
- 2010년 12월 10일 : 전주시 덕진구 용정동 ~ 익산시 왕궁면 온수리 4.7 km 구간 확장 개통, 기존 8.7 km 구간 폐지[64]
- 2010년 12월 31일 : 성환우회도로(천안시 서북구 직산읍 수헐리 ~ 성환읍 성환리) 6.95 km 구간 신설 개통, 기존 5.2 km 구간 폐지[65]
- 2011년 1월 3일 : 성환우회도로 개통 연기[66]
- 2011년 5월 12일 : 성환우회도로(천안시 서북구 직산읍 수헐리 ~ 성환읍 성환리) 6.95 km 구간 신설 개통, 기존 5.2 km 구간 폐지[67]
- 2012년 1월 18일 : 산포면사거리 입체화 고가(나주시 산포면 매성리 ~ 등정리) 800m 구간 개통[68]
- 2012년 6월 21일 : 목포시 달동 ~ 죽교동 3.82 km 구간을 자동차 전용도로로 지정[69]
- 2012년 6월 29일 : 고하 ~ 죽교간 도로 및 목포대교(목포시 달동 ~ 죽교동) 4.129 km 구간 개통[70]
- 2012년 8월 1일 : 세종시 ~ 대전유성간 도로(세종특별자치시 금남면 두만리 ~ 용포리) 3.95 km 구간 신설 개통[71]
- 2012년 9월 26일 : 전라남도 나주시 산포면 등정리 ~ 광주광역시 남구 양과동 9.13 km 구간 확장 개통 및 기존 8.5 km 구간 폐지[72], 남평우회도로 및 금천 ~ 왕곡간 도로(나주시 왕곡면 장산리 ~ 금천면 석전리) 10.6 km 구간 개통[73]
- 2012년 9월 27일 : 행정중심복합도시 우회도로 2공구(세종특별자치시 금남면 대평리 ~ 연기면 연기리) 11.7 km 구간 신설 개통, 기존 9.1 km 구간 폐지[74]
- 2012년 12월 28일 : 소정 ~ 배방간 도로(세종특별자치시 전의면 유천리 ~ 소정면 소정리) 2.79 km 구간 확장 개통[75]
- 2013년 2월 28일 : 기점을 "전라남도 목포시 대의동2가"에서 "전라남도 목포시 충무동"으로 노선 변경하고[15] 기존 목포시 대의동2가 ~ 무안군 삼향면 유교리 8.53 km 구간 폐지[76]
- 2013년 10월 10일 : 주추지하차도(세종특별자치시 아름동) 2.211 km 구간 개통[77]
- 2013년 12월 31일 : 삼산 ~ 금붕간 도로(정읍시 신월동 ~ 송산동) 3.2 km 구간 확장 개통[78]
- 2014년 12월 30일 : 다사 ~ 왕곡간 도로(나주시 다시면 월태리 ~ 장산리) 8.9 km 구간 확장 개통[79]
- 2014년 12월 31일 : 다사 ~ 왕곡간 도로 개통으로 기존(나주시 다시면 월태리 ~ 금천면 석전리) 13.6 km 구간 폐지[80]
- 2015년 9월 24일 : 야은 ~ 원덕간 도로(장성군 장성읍 상오리 ~ 북하면 대악리) 5.2 km 구간 확장 개통[81]
- 2015년 12월 21일 : 야은 ~ 원덕간 도로(장성군 장성읍 상오리 ~ 북하면 약수리) 10.2 km 구간 확장 개통, 기존 10.6 km 구간 폐지[82]
- 2016년 2월 5일 : 정읍 ~ 원덕간 도로 2공구(정읍시 입암면 신면리 ~ 신월동) 4.8 km 구간 임시 개통[83]
- 2016년 6월 15일 : 정읍 ~ 원덕간 도로 1공구(장성군 북하면 약수리 ~ 신성리) 3.64 km 구간 임시 개통[84]
- 2016년 7월 7일 : 정읍 ~ 원덕간 도로 1공구(장성군 북하면 약수리 ~ 북이면 원덕리) 10.5 km 구간 확장 개통 및 기존 11.4 km 구간 폐지[85] 정읍 ~ 원덕간 도로 2공구(장성군 북이면 원덕리 ~ 정읍시 입암면 신면리) 6.0 km 구간 확장 개통 및 기존 장성군 북이면 원덕리 ~ 정읍시 입암면 마석리 12.88 km 구간 폐지[86]

부산 - 대전간 추가 요망

## 주요 경유지

### 대한민국구간
전라남도
- 목포시 (달동 · 산정동 · 연산동 · 대양동)- 무안군 (삼향읍 · 청계면 · 무안읍)- 함평군 (엄다면 · 학교면 · 함평읍) - 나주시 (다시면 · 오량동 · 동수동 · 왕곡면 · 부덕동 · 평산동 · 금천면 · 산포면 · 남평읍)

광주광역시
- 남구 (대촌동 · 송암동 · 효덕동 · 주월동 · 백운동 · 월산동) - 서구 (농성동 · 화정동 · 농성동 · 광천동) - 북구 (임동 · 운암동 · 동림동) - 광산구 (신창동 · 수완동 · 도천동 · 월계동 · 비아동)

전라남도
- 장성군 (남면 · 진원면 · 장성읍 · 북하면 · 북이면)

전북특별자치도
- 정읍시 (입암면 · 삼산동 · 과교동 · 시기동 · 상동 · 금붕동 · 상동 · 구룡동 · 북면 · 정우면 · 태인면 · 옹동면 · 감곡면) - 김제시 (금산면 · 금구면) - 전주시 완산구 용복동 - 완주군 이서면 - 전주시 완산구 중동 - 완주군 이서면 -  전주시 덕진구 (원동 · 성덕동 · 용정동 · 화전동) - 완주군 삼례읍 - 익산시 (왕궁면 · 춘포면 · 덕기동 · 금마면 · 왕궁면 · 여산면)

충청남도
- 논산시 (연무읍 · 은진면 · 내동 · 강산동 · 내동 · 취암동 · 관촉동 · 지산동 · 부적면 · 연산면) - 계룡시 (엄사면 · 금암동 · 엄사면)

대전광역시
- 유성구 (송정동 · 방동 · 송정동 · 세동)

충청남도
- 공주시 반포면

세종특별자치시
- 금남면 · 보람동 · 산울동 · 세종동 · 한솔동 · 고운동 · 종촌동 · 아름동 · 한별동 · 연기면 · 연서면 · 조치원읍

충청북도
- 청주시 흥덕구 오송읍

세종특별자치시
- 전동면 · 전의면 · 전동면 · 전의면

충청남도
- 천안시 동남구 광덕면

세종특별자치시
- 소정면

충청남도
- 천안시 (동남구 (목천읍 · 삼룡동 · 구성동 · 원성동 · 신부동) - 서북구 (두정동 · 부대동 · 신당동 · 성거읍 · 직산읍 · 성환읍))

경기도
- 평택시 (유천동 · 합정동 · 비전동 · 통복동 · 세교동 · 지제동 · 모곡동 · 장당동 · 이충동 · 서정동 · 지산동 · 독곡동 · 신장동 · 진위면) - 오산시 (갈곶동 · 원동 · 오산동 · 은계동 · 수청동 · 내삼미동 · 세교동) - 화성시 (병점동 · 진안동 · 반정동) - 수원시 (팔달구 (대황교동 · 권선동 · 인계동 · 지동 · 우만동) - 장안구 (연무동 · 영화동 · 조원동 · 송죽동 · 파장동)) - 의왕시 (왕곡동 · 고천동 · 오전동) - 군포시 군포1동 - 안양시 (동안구 (호계동 · 비산동) - 만안구 (안양동 · 석수동))

서울특별시
- 금천구 시흥동

경기도
- 광명시 소하동

서울특별시
- 금천구 (독산동 · 가산동)

경기도
- 광명시 철산동

서울특별시
- 구로구 구로동 - 양천구 신정동 - 구로구 신도림동 - 영등포구 (문래동 · 양평동 · 양화동) - 성산대교 - 마포구 (망원동 · 성산동 · 상암동) - 은평구 (증산동 · 신사동 · 역촌동 · 대조동 · 불광동 · 진관동)

경기도
- 고양시 덕양구 (동산동 · 삼송동 · 지축동 · 삼송동 · 오금동 · 신원동 · 대자동 · 관산동 · 내유동) - 파주시 (조리읍 · 아동동 · 월롱면 · 파주읍 · 문산읍 · 파주읍 · 문산읍 · 군내면 · 장단면)

### DMZ이후(현조선민주주의인민공화국) 구간
경기도
- 장단군 - 개성시 - 개풍군

황해도
- 평산군 남천읍 - 서흥군 서흥면 - 봉산군 사리원읍

평안남도
- 평양시 - 안주군 신안주면

평안북도
- 정주군 정주읍 - 선천군 선천읍 - 신의주시

## 노선
- (■): 자동차 전용도로 구간

### 전라남도(광주광역시 이남 지역)
| 이름                                 | 접속 노선                                         | 소재지                                             | 소재지                                                                               | 비고                                         |
| ------------------------------------ | ------------------------------------------------- | -------------------------------------------------- | ------------------------------------------------------------------------------------ | -------------------------------------------- |
| 고하도 (신항 교차로)                 | 고하대로 허사로81번길                             | 목포시                                             | 유달동                                                                               | 기점                                         |
| 목포대교                             |                                                   | 목포시                                             | 유달동                                                                               |                                              |
|                                      | 죽교동                                            | 목포시                                             |                                                                                      |                                              |
| 북항 교차로                          | 북항로                                            | 목포시                                             |                                                                                      |                                              |
| 북항동행정복지센터                   |                                                   | 목포시                                             | 북항동                                                                               |                                              |
| 목포종합사회복지관 전남중앙병원      |                                                   | 목포시                                             | 원산동                                                                               |                                              |
| 연산동행정복지센터                   | 연산로                                            | 목포시                                             | 연산동                                                                               |                                              |
| 연산동                               | 산정로                                            | 목포시                                             | 연산동                                                                               |                                              |
| 목포기상대                           |                                                   | 목포시                                             | 연산동                                                                               |                                              |
| 삽진산단입구 (삽진고가교)            | 대양로                                            | 목포시                                             | 연산동                                                                               |                                              |
| 산정 교차로                          | 국도 제2호선 (압해로) 용당로                      | 목포시                                             | 삼향동                                                                               | 국도 제2호선과 중복                          |
| 연산교                               |                                                   | 목포시                                             | 삼향동                                                                               | 국도 제2호선과 중복                          |
| 내화 교차로                          | 대양산단로                                        | 목포시                                             | 삼향동                                                                               | 국도 제2호선과 중복                          |
| 목포 나들목                          | 국도 제2호선 (고하대로) 영산로                    | 무안군                                             | 삼향읍                                                                               | 국도 제2호선과 중복 과거 서해안고속도로 시점 |
| 남양저수지                           | 지방도 제825호선 (왕산로)                         | 무안군                                             | 삼향읍                                                                               | 지방도 제825호선과 중복                      |
| 남양 교차로                          | 지방도 제825호선 (삼향중앙로)                     | 무안군                                             | 삼향읍                                                                               | 지방도 제825호선과 중복                      |
| 삼향농공단지                         | 삼향공단길                                        | 무안군                                             | 삼향읍                                                                               |                                              |
| 청계교                               |                                                   | 무안군                                             | 삼향읍                                                                               |                                              |
|                                      | 청계면                                            | 무안군                                             |                                                                                      |                                              |
| 구암삼거리                           | 지방도 제815호선 (문화로)                         | 무안군                                             | 지방도 제815호선과 중복                                                              |                                              |
| 목포대사거리 (목포대학교 도림캠퍼스) | 해안로 도림길                                     | 무안군                                             | 지방도 제815호선과 중복                                                              |                                              |
| 청계시외버스정류장 청계면사무소      |                                                   | 무안군                                             | 지방도 제815호선과 중복                                                              |                                              |
| 청계 교차로                          | 지방도 제815호선 (청계공항로) 청운로              | 무안군                                             | 지방도 제815호선과 중복                                                              |                                              |
| 청계초등학교                         |                                                   | 무안군                                             |                                                                                      |                                              |
| 신흥삼거리                           | 청계공단길                                        | 무안군                                             |                                                                                      |                                              |
| 태봉 교차로                          | 무안로                                            | 무안군                                             | 하행 진출 불가                                                                       |                                              |
| 사마 교차로                          | 도대로                                            | 무안군                                             |                                                                                      |                                              |
| 사마교                               |                                                   | 무안군                                             |                                                                                      |                                              |
|                                      | 무안읍                                            | 무안군                                             |                                                                                      |                                              |
| 평용 교차로 (평용교)                 | 창포로                                            | 무안군                                             |                                                                                      |                                              |
| 교촌 교차로 (교촌교)                 | 국가지원지방도 제60호선 (공항로)                  | 무안군                                             |                                                                                      |                                              |
| 고절교 송사천교                      |                                                   | 무안군                                             |                                                                                      |                                              |
| (이름 없음)                          | 국가지원지방도 제60호선 지방도 제811호선 (무안로) | 무안군                                             | 국가지원지방도 제60호선과 중복 지방도 제811호선과 중복 상행 진출 불가 하행 진입 불가 |                                              |
| 송촌교 용월교                        |                                                   | 무안군                                             | 국가지원지방도 제60호선과 중복 지방도 제811호선과 중복                               |                                              |
| 무안 나들목                          | 15호선 서해안고속도로                             | 함평군                                             | 국가지원지방도 제60호선과 중복 지방도 제811호선과 중복                               | 엄다면                                       |
| 엄다중학교 (폐교)                    | 지방도 제811호선 (신송길) 엄다길                  | 함평군                                             | 국가지원지방도 제60호선과 중복 지방도 제811호선과 중복                               | 엄다면                                       |
| 해정사거리                           | 곤재로                                            | 함평군                                             | 국가지원지방도 제60호선과 중복                                                       | 엄다면                                       |
| 소학교 학야교                        |                                                   | 함평군                                             | 국가지원지방도 제60호선과 중복                                                       | 엄다면                                       |
| 학교사거리 (학교고가교)              | 국도 제23호선 (함영로)                            | 함평군                                             | 국가지원지방도 제60호선과 중복                                                       | 학교면                                       |
| 함평역                               |                                                   | 함평군                                             | 국가지원지방도 제60호선과 중복                                                       | 학교면                                       |
| 신동창교                             |                                                   | 함평군                                             | 국가지원지방도 제60호선과 중복                                                       | 학교면                                       |
| 학다리삼거리                         | 학동로                                            | 함평군                                             | 국가지원지방도 제60호선과 중복                                                       | 학교면                                       |
| 농공단지삼거리                       |                                                   | 함평군                                             | 국가지원지방도 제60호선과 중복                                                       | 학교면                                       |
| 고막1교                              | 고막천로                                          | 함평군                                             | 국가지원지방도 제60호선과 중복                                                       | 학교면                                       |
| 고막교                               |                                                   | 함평군                                             | 국가지원지방도 제60호선과 중복                                                       | 학교면                                       |
|                                      | 나주시                                            | 다시면                                             | 국가지원지방도 제60호선과 중복                                                       |                                              |
| 평수교                               | 나주시                                            | 다시면                                             | 국가지원지방도 제60호선과 중복                                                       |                                              |
| 용호마을앞                           | 나주시                                            | 송촌동곡길                                         | 국가지원지방도 제60호선과 중복                                                       | 문평면                                       |
| 구고막원역앞                         | 나주시                                            | 지방도 제825호선 (체암로) 고막원길                 | 국가지원지방도 제60호선과 중복 지방도 제825호선과 중복                               | 문평면                                       |
| 문평공단사거리                       | 나주시                                            | 다시로 금신길                                      | 국가지원지방도 제60호선과 중복 지방도 제825호선과 중복                               | 문평면                                       |
| 금옥마을앞                           | 나주시                                            | 금옥길                                             | 국가지원지방도 제60호선과 중복 지방도 제825호선과 중복                               | 문평면                                       |
| 다시교                               | 나주시                                            |                                                    | 국가지원지방도 제60호선과 중복 지방도 제825호선과 중복                               | 다시면                                       |
| 다시면소재지                         | 나주시                                            | 지방도 제801호선 (월암로) 대용길                   | 국가지원지방도 제60호선과 중복 지방도 제825호선과 중복                               | 다시면                                       |
| 다시공용버스터미널                   | 나주시                                            |                                                    | 국가지원지방도 제60호선과 중복 지방도 제825호선과 중복                               | 다시면                                       |
| 다시 교차로                          | 나주시                                            | 지방도 제825호선 (영산로)                          | 국가지원지방도 제60호선과 중복 지방도 제825호선과 중복                               | 다시면                                       |
| 복암 교차로                          | 나주시                                            | 백호로                                             | 국가지원지방도 제60호선과 중복                                                       | 다시면                                       |
| 영산교                               | 나주시                                            |                                                    | 국가지원지방도 제60호선과 중복                                                       | 다시면                                       |
|                                      | 나주시                                            | 이창동                                             | 국가지원지방도 제60호선과 중복                                                       |                                              |
| 오량교 동수1교 동수2교               | 나주시                                            |                                                    | 국가지원지방도 제60호선과 중복                                                       |                                              |
| 동수 교차로 (동수3교)                | 나주시                                            | 국도 제23호선 국가지원지방도 제49호선 (나주서부로) | 국가지원지방도 제49, 60호선과 중복                                                   |                                              |
| 장산1교                              | 나주시                                            |                                                    | 국가지원지방도 제49, 60호선과 중복                                                   | 왕곡면                                       |
| 왕곡 교차로 (장산2교)                | 나주시                                            | 국도 제13호선 (예향로)                             | 국가지원지방도 제49, 60호선과 중복                                                   | 왕곡면                                       |
| 구산교                               | 나주시                                            |                                                    | 국가지원지방도 제49, 60호선과 중복                                                   | 왕곡면                                       |
| 만봉천교                             | 나주시                                            |                                                    | 국가지원지방도 제49, 60호선과 중복                                                   | 왕곡면                                       |
|                                      | 나주시                                            | 이창동                                             | 국가지원지방도 제49, 60호선과 중복                                                   |                                              |
| 부덕 교차로                          | 나주시                                            | 국도 제23호선 (영나로)                             | 국가지원지방도 제49, 60호선과 중복                                                   |                                              |
| 부덕 교차로                          | 나주시                                            | 국도 제23호선 (영나로)                             | 국가지원지방도 제49, 60호선과 중복                                                   | 영산동                                       |
| 부덕교 봉황천교 송림교               | 나주시                                            |                                                    | 국가지원지방도 제49, 60호선과 중복                                                   |                                              |
| 방축교 월산교 동악교                 | 나주시                                            |                                                    | 국가지원지방도 제49, 60호선과 중복                                                   | 금천면                                       |
| 신천 교차로 (신천2교)                | 나주시                                            | 금영로 문화로                                      | 국가지원지방도 제49, 60호선과 중복                                                   | 금천면                                       |
| 광암교                               | 나주시                                            |                                                    | 국가지원지방도 제49, 60호선과 중복                                                   | 금천면                                       |
| 석전 교차로 (지하차도)               | 나주시                                            | 빛가람로                                           | 국가지원지방도 제49, 60호선과 중복                                                   | 금천면                                       |
| 금천 나들목                          | 나주시                                            | 국가지원지방도 제49호선 (빛가람장성로) 영산로      | 국가지원지방도 제49, 60호선과 중복                                                   | 금천면                                       |
| 내기삼거리                           | 나주시                                            | 내기1길                                            | 산포면                                                                               | 국가지원지방도 제60호선과 중복               |
| 매성교                               | 나주시                                            |                                                    | 산포면                                                                               | 국가지원지방도 제60호선과 중복               |
| 내기 교차로                          | 나주시                                            | 혁신로                                             | 산포면                                                                               | 국가지원지방도 제60호선과 중복               |
| 산포 교차로 (산포교)                 | 나주시                                            | 산포로                                             | 산포면                                                                               | 국가지원지방도 제60호선과 중복               |
| 등정3 교차로                         | 나주시                                            | 산남로                                             | 산포면                                                                               | 국가지원지방도 제60호선과 중복               |
| 등정2교                              | 나주시                                            |                                                    | 산포면                                                                               | 국가지원지방도 제60호선과 중복               |
| 등정 교차로                          | 나주시                                            | 산남로                                             | 산포면                                                                               | 국가지원지방도 제60호선과 중복               |
| 동정3교                              | 나주시                                            |                                                    | 산포면                                                                               | 국가지원지방도 제60호선과 중복               |
|                                      | 나주시                                            | 남평읍                                             |                                                                                      | 국가지원지방도 제60호선과 중복               |
| 남평대교                             | 나주시                                            |                                                    |                                                                                      | 국가지원지방도 제60호선과 중복               |
| 광이 교차로                          | 나주시                                            | 회재로                                             |                                                                                      | 국가지원지방도 제60호선과 중복               |

기존 구간 (1979년 이전 노선)
- 나주시 가운삼거리 - 구진포삼거리 - 영산포역 - 영강삼거리 - 한국통신 교차로 - 한수교 남단

기존 구간 (2012년 이전 노선)
- 목포시 유달동 교차로(구 기점) - 초원호텔앞 교차로 - 무안동 교차로 - 목포역 교차로(목포역) - KT사거리 - 호남 교차로 - 동부광장 - 용당광장 - MBC앞 - 과학대삼거리(목포과학대학교) - 목포한국병원 - 버스터미널 교차로 - 터미널사거리(목포종합버스터미널) - 공단삼거리 - 목포중앙병원 - 전남점자도서관 - 석현삼거리 - 목포가톨릭대학교 - 목포세종병원 - 도시가스사거리 - 삼향동 행정복지센터 - 대양검문소삼거리 - 목포 나들목
- 나주시 산포면 - 등정삼거리 - 구등삼거리 - 남평오거리 - 남평교 - 남평교사거리 - 검문소삼거리 - 한두재 - 지산 교차로

기존 구간 (2014년 이전 노선)
- 나주시 다시 교차로 - 고구려대학삼거리 - 가동삼거리 - 가운삼거리 - 산정삼거리 - 주공아파트앞 - 나주경찰서 - 삼도육교 - 나주대교 - 원촌삼거리 - 나주금천중학교 - 호남원예고등학교 - 전남과학교육원 - 금천사거리 - 검북마을앞 - 금천교차로

### 광주광역시
| 이름                                         | 접속 노선                                                      | 소재지     | 소재지                    | 비고                                                         |
| -------------------------------------------- | -------------------------------------------------------------- | ---------- | ------------------------- | ------------------------------------------------------------ |
| 칠석IC교                                     | 칠석10번길                                                     | 광주광역시 | 남구                      | 국가지원지방도 제60호선과 중복                               |
| 건덕터널                                     |                                                                | 광주광역시 | 남구                      | 국가지원지방도 제60호선과 중복 상행 연장 280m 하행 연장 260m |
| 지산IC2교                                    | 포충로                                                         | 광주광역시 | 남구                      | 국가지원지방도 제60호선과 중복                               |
| 대촌육교 지산교                              |                                                                | 광주광역시 | 남구                      | 국가지원지방도 제60호선과 중복                               |
| 행암 교차로                                  | 효천로 도동길                                                  | 광주광역시 | 남구                      | 국가지원지방도 제60호선과 중복                               |
| 효천역 광주인성고등학교                      |                                                                | 광주광역시 | 남구                      | 국가지원지방도 제60호선과 중복                               |
| 송암고가                                     | 송암로                                                         | 광주광역시 | 남구                      | 국가지원지방도 제60호선과 중복                               |
| 효덕 교차로 (효덕지하차도)                   | 제2순환로 효덕로                                               | 광주광역시 | 남구                      | 국가지원지방도 제60호선과 중복                               |
| 광주남부시외버스정류소                       |                                                                | 광주광역시 | 남구                      | 국가지원지방도 제60호선과 중복                               |
| (이름 없음)                                  | 회서로                                                         | 광주광역시 | 남구                      | 국가지원지방도 제60호선과 중복                               |
| 백운 교차로                                  | 국도 제22호선 국가지원지방도 제60호선 (대남대로) 독립로 봉선로 | 광주광역시 | 남구                      | 국도 제22호선과 중복 국가지원지방도 제60호선과 중복          |
| 주월 교차로                                  | 회재로                                                         | 광주광역시 | 남구                      | 국도 제22호선과 중복                                         |
| (이름 없음)                                  | 금화로                                                         | 광주광역시 | 남구                      | 국도 제22호선과 중복                                         |
| 건강관리협회                                 | 화정로                                                         | 광주광역시 | 서구                      | 국도 제22호선과 중복                                         |
| 농성 교차로 (농성역)                         | 국도 제22호선 (상무대로)                                       | 광주광역시 | 서구                      | 국도 제22호선과 중복                                         |
| 교직원공제회앞 (농성삼익앞)                  | 내방로                                                         | 광주광역시 | 서구                      |                                                              |
| 이마트 광주점                                |                                                                | 광주광역시 | 서구                      |                                                              |
| 광천사거리 (신세계백화점 광주신세계점)       | 무진대로                                                       | 광주광역시 | 서구                      |                                                              |
| 제2광천교                                    |                                                                | 광주광역시 | 서구                      |                                                              |
|                                              | 북구                                                           | 광주광역시 |                           |                                                              |
| 동운고가 남단                                | 하남대로 무등로                                                | 광주광역시 |                           |                                                              |
| 동운고가                                     |                                                                | 광주광역시 |                           |                                                              |
| 동운고가 북단                                | 서암대로 비엔날레로 대자로                                     | 광주광역시 |                           |                                                              |
| 광주문화예술회관 운암동시외버스정류장        |                                                                | 광주광역시 |                           |                                                              |
| 운암사거리                                   | 광주광역시도 제36호선 (하서로) 화운로                          | 광주광역시 | 서광주 나들목과 간접 연결 |                                                              |
| 구립운암도서관                               |                                                                | 광주광역시 |                           |                                                              |
| 예술고 교차로                                | 광주광역시도 제54호선 (서강로)                                 | 광주광역시 |                           |                                                              |
| 광주굿모닝병원 운암한국병원 동림다목적체육관 |                                                                | 광주광역시 |                           |                                                              |
| 동림지구앞                                   | 동림용산로 북문대로201번길                                     | 광주광역시 |                           |                                                              |
| 광주광역시 장애인종합복지관                  |                                                                | 광주광역시 |                           |                                                              |
| (동림교 하부)                                | 빛고을대로                                                     | 광주광역시 |                           |                                                              |
| 산동교                                       |                                                                | 광주광역시 |                           |                                                              |
|                                              | 광산구                                                         | 광주광역시 |                           |                                                              |
| 신창 교차로                                  | 장신로                                                         | 광주광역시 |                           |                                                              |
| 첨단 교차로                                  | 신창로                                                         | 광주광역시 |                           |                                                              |
| 산월 나들목                                  | 제2순환로 첨단월봉로                                           | 광주광역시 | 호남고속도로 진출입 불가  |                                                              |
| 상완 교차로                                  | 상완길                                                         | 광주광역시 |                           |                                                              |
| 수월교                                       | 임방울대로                                                     | 광주광역시 |                           |                                                              |
| 비아육교                                     |                                                                | 광주광역시 |                           |                                                              |
| 광산 교차로 (광산 나들목)                    | 25호선 호남고속도로 국도 제13호선 (사암로) (첨단과기로)        | 광주광역시 |                           |                                                              |
| 도천 교차로                                  | 비아로                                                         | 광주광역시 |                           |                                                              |
| 비아정류소                                   |                                                                | 광주광역시 |                           |                                                              |
| 아산 교차로                                  | 비아중앙로                                                     | 광주광역시 |                           |                                                              |

### 전라남도(광주광역시 이북 지역)
| 이름                      | 접속 노선                                  | 소재지 | 소재지                                             | 비고                              |
| ------------------------- | ------------------------------------------ | ------ | -------------------------------------------------- | --------------------------------- |
| 북광산 교차로             | 하남진곡산단로                             | 장성군 | 남면                                               | 호남고속도로 진출입 불가          |
| 월곡교 분향육교           |                                            | 장성군 | 남면                                               |                                   |
| 덕촌 교차로               | 못재로 진남1로                             | 장성군 | 남면                                               |                                   |
| 시목 교차로               | 시목1길                                    | 장성군 | 진원면                                             |                                   |
| 마흥 교차로               | 못재로 율곡길                              | 장성군 | 진원면                                             |                                   |
| 못재터널                  |                                            | 장성군 | 진원면                                             | 상행 연장 1,209m 하행 연장 1,229m |
| 못재터널                  | 장성읍                                     | 장성군 |                                                    | 상행 연장 1,209m 하행 연장 1,229m |
| 단광교                    |                                            | 장성군 |                                                    |                                   |
| 장성 나들목 (가작 교차로) | 25호선 호남고속도로 국도 제24호선 (노사로) | 장성군 | 국도 제24호선과 중복 상행 진출 불가 하행 진입 불가 |                                   |
| 장성 교차로 (삼가교)      | 국도 제24호선 (함장로)                     | 장성군 | 국도 제24호선과 중복                               |                                   |
| 청운교                    |                                            | 장성군 |                                                    |                                   |
| 월산 교차로               | 단풍로                                     | 장성군 |                                                    |                                   |
| 북장성 나들목             | 25호선 호남고속도로                        | 장성군 |                                                    |                                   |
| 장성천교                  |                                            | 장성군 |                                                    |                                   |
| 성산교                    | 부흥신흥길                                 | 장성군 | 상행 진출과 하행 진입만 가능                       |                                   |
| 성산 교차로               | 단풍로                                     | 장성군 |                                                    |                                   |
| 야은 교차로 (야은교)      | 지방도 제708호선 (단풍로)                  | 장성군 |                                                    |                                   |
| 상오교                    |                                            | 장성군 |                                                    |                                   |
| 덕진 교차로               | 단풍로 덕진길                              | 장성군 |                                                    |                                   |
| 구산 교차로               | 지방도 제898호선 (단풍로) 덕진구산길       | 장성군 | 상행 진입 불가 하행 진출 불가                      |                                   |
| 덕진교                    |                                            | 장성군 |                                                    |                                   |
| 구산지하차도              |                                            | 장성군 |                                                    |                                   |
|                           | 북하면                                     | 장성군 |                                                    |                                   |
| 대악교 풍기교             |                                            | 장성군 |                                                    |                                   |
| 대악 교차로               | 단풍로 대방길                              | 장성군 |                                                    |                                   |
| 장사1교                   |                                            | 장성군 |                                                    |                                   |
| 단전 교차로(남)           | 단풍로                                     | 장성군 | 상행 진출만 가능                                   |                                   |
| 단전1교                   |                                            | 장성군 |                                                    |                                   |
| 단전 교차로(북)           | 단풍로                                     | 장성군 | 상행 진출 불가 하행 진입 불가                      |                                   |
| 용두터널                  |                                            | 장성군 | 상행 연장 830m 하행 연장 845m                      |                                   |
| 용두1교 용두2교           |                                            | 장성군 |                                                    |                                   |
| 약수 교차로               | 국가지원지방도 제15호선 (단풍로)           | 장성군 |                                                    |                                   |
| 원동 교차로 (원동교)      | 백양로 원동길                              | 장성군 | 상행 진입 불가 하행 진출 불가                      |                                   |
| 덕재교                    |                                            | 장성군 |                                                    |                                   |
| 쌍웅터널                  |                                            | 장성군 | 상행 연장 535m 하행 연장 555m                      |                                   |
| 송정교 황룡천교           |                                            | 장성군 |                                                    |                                   |
| 신성 교차로 (북상교)      | 백양로                                     | 장성군 |                                                    |                                   |
| 곰재터널                  |                                            | 장성군 | 상행 연장 400m 하행 연장 410m                      |                                   |
| 곰재터널                  | 북이면                                     | 장성군 | 상행 연장 400m 하행 연장 410m                      |                                   |
| 오월 교차로               | 백양로                                     | 장성군 | 상행 진입 불가 하행 진출 불가                      |                                   |
| 오현교 자라뫼교           |                                            | 장성군 |                                                    |                                   |
| 오월터널                  |                                            | 장성군 | 연장 245m                                          |                                   |
| 복룡교                    |                                            | 장성군 |                                                    |                                   |
| 복룡 교차로               | 갈재로                                     | 장성군 |                                                    |                                   |
| 조산생태교                |                                            | 장성군 |                                                    |                                   |
| 조산 교차로 (조산교)      | 조산길                                     | 장성군 |                                                    |                                   |
| 조산천교                  |                                            | 장성군 |                                                    |                                   |
| 호남제2터널               |                                            | 장성군 | 상행 연장 1,750m 하행 연장 1,720m                  |                                   |

기존 구간 (2008년 이전 노선)
- 장성군 남면삼거리 - 시목 교차로 - 마흥 교차로 - 못재육교 - 가작 교차로 (장성 나들목) - 장성오거리 - 장성공용버스터미널 - 장성경찰서 - 장성농협 - 장성군청 - 장성읍 행정복지센터 - 광주지방법원 장성군법원 - 장성중학교 - 장성하이텍고등학교 - 장성교 - 성산 교차로 - 야은삼거리 - 덕진 교차로

기존 구간 (2016년 이전 노선)
- 장성군 덕진 교차로 - 구산 교차로 - 구신재 - 월성삼거리 - 신촌교 - 북하사거리 - 약수삼거리 - 장성호관광지 - 쌍용교 - 곰재 - 사가삼거리 - 북이면 행정복지센터 - 백양역사거리 - 갈재(220m)

### 전북특별자치도
| 이름                          | 접속 노선                                                      | 소재지                    | 소재지                                                                     | 비고                                                                      |
| ----------------------------- | -------------------------------------------------------------- | ------------------------- | -------------------------------------------------------------------------- | ------------------------------------------------------------------------- |
| 호남제2터널                   |                                                                | 정읍시                    | 입암면                                                                     | 상행 연장 1,750m 하행 연장 1,720m                                         |
| 입암터널                      |                                                                | 정읍시                    | 입암면                                                                     | 상행 연장 308m 하행 연장 301m                                             |
| 정자교 상부1교                |                                                                | 정읍시                    | 입암면                                                                     |                                                                           |
| 입암 교차로(남)               | 지방도 제708호선 (입암로)                                      | 정읍시                    | 입암면                                                                     | 내장산 나들목과 간접 연결 상행 진입 불가 하행 진출 불가                   |
| 입암 교차로(북) (신면교)      | 면접길                                                         | 정읍시                    | 입암면                                                                     | 입암삼거리와 연결 내장산 나들목과 간접 연결 상행 진출 불가 하행 진입 불가 |
| 선암1교 선암교 신기천교       |                                                                | 정읍시                    | 입암면                                                                     |                                                                           |
| 진산교 삼군고 교암1교 교암2교 |                                                                | 정읍시                    | 상교동                                                                     |                                                                           |
| 신월 교차로                   | 정읍사로                                                       | 정읍시                    | 상교동                                                                     |                                                                           |
| 월성교                        |                                                                | 정읍시                    | 상교동                                                                     |                                                                           |
| 신월터널                      |                                                                | 정읍시                    | 상교동                                                                     | 상행 연장 850m 하행 연장 865m                                             |
| 신월터널                      | 내장상동                                                       | 정읍시                    |                                                                            | 상행 연장 850m 하행 연장 865m                                             |
| 송산2 교차로                  | 국도 제29호선 (천변로)                                         | 정읍시                    | 상행 진입 불가 하행 진출 불가                                              |                                                                           |
| 송학교                        |                                                                | 정읍시                    |                                                                            |                                                                           |
| 송산 교차로 (행정교)          | 국도 제21호선 국도 제29호선 (내장산로)                         | 정읍시                    | 국도 제21호선과 중복                                                       |                                                                           |
| 금북교                        |                                                                | 정읍시                    | 국도 제21호선과 중복                                                       |                                                                           |
| 용호터널                      |                                                                | 정읍시                    | 국도 제21호선과 중복 상행 연장 285m 하행 연장 250m                         |                                                                           |
| 용호터널                      | 장명동                                                         | 정읍시                    | 국도 제21호선과 중복 상행 연장 285m 하행 연장 250m                         |                                                                           |
| 구룡교                        |                                                                | 정읍시                    |                                                                            |                                                                           |
| 용호 교차로                   | 지방도 제708호선(정읍북로)                                     | 정읍시                    | 국도 제21호선과 중복 지방도 제708호선과 중복 상행 진출 불가 하행 진입 불가 |                                                                           |
| 박동 교차로 (박동교)          | 서부산업도로                                                   | 정읍시                    | 북면                                                                       | 국도 제21호선과 중복 지방도 제708호선과 중복                              |
| 새한교 조동교                 |                                                                | 정읍시                    | 북면                                                                       | 국도 제21호선과 중복 지방도 제708호선과 중복                              |
| 화해 교차로                   | 지방도 제708호선 (칠북로)                                      | 정읍시                    | 북면                                                                       | 국도 제21호선과 중복 지방도 제708호선과 중복                              |
| 정우교                        |                                                                | 정읍시                    | 정우면                                                                     | 국도 제21호선과 중복                                                      |
| 정우 교차로                   | 정우남로 송배2길                                               | 정읍시                    | 정우면                                                                     | 국도 제21호선과 중복 상행 진입 불가 하행 진출 불가                        |
| 우산 교차로 (사포교)          | 정읍북로                                                       | 정읍시                    | 정우면                                                                     | 국도 제21호선과 중복                                                      |
| 지경 교차로                   | 태고로                                                         | 정읍시                    | 정우면                                                                     | 국도 제21호선과 중복 상행 진출입 불가                                     |
| 태서1교                       |                                                                | 정읍시                    | 정우면                                                                     | 국도 제21호선과 중복                                                      |
| 태서1교                       | 태인면                                                         | 정읍시                    |                                                                            | 국도 제21호선과 중복                                                      |
| 대각교 신내교                 |                                                                | 정읍시                    |                                                                            | 국도 제21호선과 중복                                                      |
| 태인 교차로 (대창교)          | 석지로                                                         | 정읍시                    | 국도 제21호선과 중복 태인 나들목과 간접 연결                               |                                                                           |
| 왕림 교차로                   | 국도 제30호선 (태인 ~ 원평간 도로)                             | 정읍시                    | 국도 제21호선과 중복                                                       |                                                                           |
| 오성 교차로 (오성교)          | 정읍북로                                                       | 정읍시                    | 국도 제21호선과 중복                                                       |                                                                           |
| 녹동 교차로                   | 정읍북로                                                       | 정읍시                    | 옹동면                                                                     | 국도 제21호선과 중복 하행 진입 불가                                       |
| 용호교                        |                                                                | 정읍시                    | 옹동면                                                                     | 국도 제21호선과 중복                                                      |
| 용호 교차로                   | 정읍북로 상산로                                                | 정읍시                    | 옹동면                                                                     | 국도 제21호선과 중복                                                      |
| 솔튼터널                      |                                                                | 정읍시                    | 옹동면                                                                     | 국도 제21호선과 중복 상행 연장 780m 하행 연장 700m                        |
| 솔튼터널                      | 감곡면                                                         | 정읍시                    |                                                                            | 국도 제21호선과 중복 상행 연장 780m 하행 연장 700m                        |
| 통석 교차로                   | 금평로 정읍북로                                                | 정읍시                    | 국도 제21호선과 중복                                                       |                                                                           |
| 통사교                        |                                                                | 정읍시                    | 국도 제21호선과 중복                                                       |                                                                           |
| 원평 교차로 (계월육교)        | 지방도 제736호선 (봉황로)                                      | 김제시                    | 국도 제21호선과 중복                                                       | 금산면                                                                    |
| 신원평교 금암육교             |                                                                | 김제시                    | 국도 제21호선과 중복                                                       | 금산면                                                                    |
| 낙수 교차로 (신암교)          | 지방도 제712호선 (원평로) 금평로                               | 김제시                    | 국도 제21호선과 중복                                                       | 금산면                                                                    |
| 성암육교                      |                                                                | 김제시                    | 국도 제21호선과 중복                                                       | 금산면                                                                    |
| 낙수 교차로                   | 지방도 제712호선 (봉남로) (원평로) 금평로 구성길 봉은길 낙수길 | 김제시                    | 국도 제21호선과 중복                                                       | 금산면                                                                    |
| 낙수교                        |                                                                | 김제시                    | 국도 제21호선과 중복                                                       | 금산면                                                                    |
| 봉은 교차로 (봉은교)          | 구성길 봉은길                                                  | 김제시                    | 국도 제21호선과 중복                                                       | 금산면                                                                    |
| 용복 교차로                   | 양시로                                                         | 김제시                    | 국도 제21호선과 중복                                                       | 금구면                                                                    |
| 금구교                        |                                                                | 김제시                    | 국도 제21호선과 중복                                                       | 금구면                                                                    |
| 금구사거리                    | 대송로 봉두4길                                                 | 김제시                    | 국도 제21호선과 중복                                                       | 금구면                                                                    |
| 금구 나들목 (금구IC교)        | 지방도 제714호선 (풍요로)                                      | 김제시                    | 국도 제21호선과 중복 김제 나들목과 연결                                    | 금구면                                                                    |
| 월전삼거리                    | 봉두로                                                         | 김제시                    | 국도 제21호선과 중복                                                       | 금구면                                                                    |
| 율암교 대화교                 |                                                                | 김제시                    | 국도 제21호선과 중복                                                       | 금구면                                                                    |
| 대야삼거리                    | 지방도 제713호선 (이서남로)                                    | 김제시                    | 국도 제21호선과 중복                                                       | 금구면                                                                    |
| 쑥고개 교차로                 | 국도 제21호선 국도 제27호선 (호남로) 쑥고개로                  | 전주시                    | 완산구                                                                     | 국도 제21, 27호선과 중복                                                  |
| 마산1교                       |                                                                | 전주시                    | 완산구                                                                     | 국도 제27호선과 중복                                                      |
| 마산2교                       |                                                                | 완주군                    | 이서면                                                                     | 국도 제27호선과 중복                                                      |
| 상개졸음쉼터                  |                                                                | 완주군                    | 이서면                                                                     | 국도 제27호선과 중복 하행 전용                                            |
| 금평육교                      |                                                                | 완주군                    | 이서면                                                                     | 국도 제27호선과 중복                                                      |
| 이서 교차로                   | 지방도 제716호선 (콩쥐팥쥐로)                                  | 완주군                    | 이서면                                                                     | 국도 제27호선과 중복                                                      |
| 갈산2교 양동1육교 갈동육교    |                                                                | 완주군                    | 이서면                                                                     | 국도 제27호선과 중복                                                      |
| 대흥 교차로 (성곡육교)        | 국도 제26호선 (번영로)                                         | 전주시                    | 덕진구                                                                     | 국도 제27호선과 중복 상행 진입 불가 하행 진출 불가                        |
| 성곡교                        |                                                                | 전주시                    | 덕진구                                                                     | 국도 제27호선과 중복                                                      |
| 용정 분기점                   | 국도 제21호선 (새만금북로)                                     | 전주시                    | 덕진구                                                                     | 국도 제27호선과 중복                                                      |
| 만경강교                      |                                                                | 전주시                    | 덕진구                                                                     | 국도 제27호선과 중복                                                      |
|                               | 완주군                                                         | 삼례읍                    |                                                                            | 국도 제27호선과 중복                                                      |
| 해전 분기점                   | 완주군                                                         | 삼례읍                    | 국도 제27호선 (평동로)                                                     | 국도 제27호선과 중복 해전교차로와 연결                                    |
| 해전2교 해전3교 원어전교      | 완주군                                                         | 삼례읍                    |                                                                            |                                                                           |
| 쌍정 교차로 (화산교)          | 완주군                                                         | 삼례읍                    | 궁성로 삼례로                                                              |                                                                           |
| 쌍정 교차로 (화산교)          | 익산시                                                         | 왕궁면                    | 궁성로 삼례로                                                              |                                                                           |
| 온수 교차로                   | 익산시                                                         | 왕궁면                    | 금오길                                                                     |                                                                           |
| 쌍제육교                      | 익산시                                                         | 왕궁면                    | 왕춘길                                                                     |                                                                           |
| 왕궁교                        | 익산시                                                         | 왕궁면                    |                                                                            |                                                                           |
| 천동 교차로                   | 익산시                                                         | 왕궁면                    | 궁성로                                                                     |                                                                           |
| 신궁육교                      | 익산시                                                         | 왕궁면                    |                                                                            |                                                                           |
|                               | 익산시                                                         | 춘포면                    |                                                                            |                                                                           |
| 창천교                        | 익산시                                                         |                           |                                                                            |                                                                           |
| 팔봉 교차로                   | 익산시                                                         | 덕기1길 탑리길            |                                                                            |                                                                           |
| 금마 교차로                   | 익산시                                                         | 궁성로                    | 금마면                                                                     | 상행 진입 불가 하행 진출 불가                                             |
| 인석교                        | 익산시                                                         |                           | 금마면                                                                     |                                                                           |
| 금마 교차로 (금마육교)        | 익산시                                                         | 지방도 제722호선 (무왕로) | 금마면                                                                     | 하행 진입 불가                                                            |
| 동고도 교차로                 | 익산시                                                         | 고도길                    | 금마면                                                                     |                                                                           |
| 연명 교차로 (연명교)          | 익산시                                                         | 지방도 제799호선 (호반로) | 여산면                                                                     | 지방도 제799호선과 중복                                                   |
| (이름 없음)                   | 익산시                                                         | 지방도 제799호선 (가람로) | 여산면                                                                     | 지방도 제799호선과 중복                                                   |
| 진사1교 진사2교               | 익산시                                                         |                           | 여산면                                                                     |                                                                           |
| 신리 교차로 (신리교)          | 익산시                                                         | 지방도 제799호선 (가람로) | 여산면                                                                     |                                                                           |
| 여산1교                       | 익산시                                                         |                           | 여산면                                                                     |                                                                           |
| (이름 없음)                   | 익산시                                                         | 지방도 제799호선 (여강로) | 여산면                                                                     |                                                                           |
| 여산2교                       | 익산시                                                         |                           | 여산면                                                                     |                                                                           |
| 여산 교차로 (여산고가교)      | 익산시                                                         | 가람로                    | 여산면                                                                     |                                                                           |
| (생태통로)                    | 익산시                                                         |                           | 여산면                                                                     |                                                                           |

기존 구간 (2016년 이전 노선)
- 정읍시 갈재(220m) - 신월 교차로 - 입암면사무소 - 천원사거리 - 단곡삼거리 - 왕심삼거리 - 대흥초등학교 - 삼산교 - 과교입체교 - 과교 - 과교삼거리 - 당고개 - 호남고등학교 - 초산동 - 초산교사거리 - 초산교 - 초산교 교차로 - 동초등교 교차로 - 용호 교차로

기존 구간 (2005년 이전 노선)
- 정읍시 용호 교차로 - 2산단삼거리 - 북면 행정복지센터 - 3산단사거리 - 지경 교차로 - 거산교 - 태인사거리

기존 구간 (2009년 이전 노선)
- 전주시 쑥고개 교차로 - 국립전주박물관 - 전주우전중학교 - 우림교 - 우림교 교차로 - 효자광장 - 용머리고개 - 완산동간이정류소 - 완산교 남단 - 다가교 서단 - 전주신흥고등학교 - 전주기전대학 - 어은교 서단 - 진북교 서단 - 서신교 서단 - 통일광장 - 서곡교 - 서곡사거리 - 미래페이퍼 - 하나로마트 전주점 - 화개네거리 - 한국전력공사 김제전력지사 - 호남제일문광장 - 전주반월초등학교 - 동산광장 - 동산육교 - 삼례교 - 삼례 교차로 - 터미널사거리 - 삼례사거리 - 우석대사거리 - 화산 교차로 - 쌍정 교차로

### 충청남도(대전광역시이남 지역)
| 이름                            | 접속 노선                        | 소재지 | 소재지              | 비고   |
| ------------------------------- | -------------------------------- | ------ | ------------------- | ------ |
| (생태통로)                      |                                  | 논산시 | 연무읍              |        |
| 신량1교 신량2교                 |                                  | 논산시 | 연무읍              |        |
| 마전 교차로                     | 득안대로84번길                   | 논산시 | 연무읍              |        |
| 신명육교                        | 고내곡로                         | 논산시 | 연무읍              |        |
| 황화교                          |                                  | 논산시 | 연무읍              |        |
| 황화 교차로                     | 황화로                           | 논산시 | 연무읍              |        |
| 육군훈련소 연무초등학교         |                                  | 논산시 | 연무읍              |        |
| 연무삼거리                      | 안심로                           | 논산시 | 연무읍              |        |
| 마산사거리                      | 연무로                           | 논산시 | 연무읍              |        |
| 동산 교차로                     | 국가지원지방도 제68호선 (동안로) | 논산시 | 연무읍              |        |
| 토양삼거리                      | 안심로                           | 논산시 | 은진면              |        |
| 토양사거리                      | 연은로                           | 논산시 | 은진면              |        |
| 방축교                          |                                  | 논산시 | 은진면              |        |
| 방축사거리                      | 매죽헌로 방축길                  | 논산시 | 은진면              |        |
| 은진사거리                      | 탑정로                           | 논산시 | 은진면              |        |
| 소방서사거리                    | 대학로 원댕이길                  | 논산시 | 취암동              |        |
| 강산사거리                      | 논산대로 득안대로                | 논산시 | 부창동              |        |
| 논산중앙초등학교                |                                  | 논산시 | 취암동              |        |
| 내동사거리                      | 시민로                           | 논산시 | 취암동              |        |
| 백제종합병원                    |                                  | 논산시 | 취암동              |        |
| 취암사거리                      | 중앙로                           | 논산시 | 취암동              |        |
| 주공사거리                      | 논산대로348번길 논산대로351번길  | 논산시 | 취암동              |        |
| 공운삼거리                      | 체육로                           | 논산시 | 취암동              |        |
| 논산시보건소 논산종합사회복지관 |                                  | 논산시 | 취암동              |        |
| 공운교                          | 지방도 제643호선 (관촉로)        | 논산시 | 취암동              |        |
| 계백사거리                      | 계백로 덕지길                    | 논산시 | 취암동              |        |
| 계백교                          |                                  | 논산시 | 취암동              |        |
|                                 | 부적면                           | 논산시 |                     |        |
| 부적 교차로                     | 국도 제4호선 (논산우회도로)      | 논산시 | 국도 제4호선과 중복 |        |
| 마구평삼거리                    | 지방도 제691호선 (백일헌로)      | 논산시 | 국도 제4호선과 중복 |        |
| 외성삼거리                      | 충곡로 부황길                    | 논산시 | 국도 제4호선과 중복 |        |
| 임리삼거리                      | 관창로                           | 논산시 | 국도 제4호선과 중복 | 연산면 |
| 고정삼거리                      | 고정길                           | 논산시 | 국도 제4호선과 중복 | 연산면 |
| 연산사거리                      | 지방도 제697호선 (황산벌로)      | 논산시 | 국도 제4호선과 중복 | 연산면 |
| 신암삼거리                      | 황룡재로                         | 논산시 | 국도 제4호선과 중복 | 연산면 |
| 개태사역                        |                                  | 논산시 | 국도 제4호선과 중복 | 연산면 |
| 광석 교차로                     | 도곡로                           | 계룡시 | 국도 제4호선과 중복 | 엄사면 |
| 계룡문화예술의전당              |                                  | 계룡시 | 국도 제4호선과 중복 | 엄사면 |
| 유동삼거리                      | 지방도 제645호선 (문화로)        | 계룡시 | 국도 제4호선과 중복 | 엄사면 |
| 삼진삼거리                      | 엄사중앙로                       | 계룡시 | 국도 제4호선과 중복 | 엄사면 |
| 양정시외버스정류소              |                                  | 계룡시 | 국도 제4호선과 중복 | 엄사면 |
| 양정삼거리                      | 금암로                           | 계룡시 | 국도 제4호선과 중복 | 엄사면 |
| 연화 교차로 (연화입체교)        | 계룡대로                         | 계룡시 | 국도 제4호선과 중복 | 엄사면 |
| 계룡대교                        |                                  | 계룡시 | 국도 제4호선과 중복 | 엄사면 |

### 대전광역시
| 이름        | 접속 노선                  | 소재지     | 소재지 | 비고                                    |
| ----------- | -------------------------- | ---------- | ------ | --------------------------------------- |
| 계룡대교    |                            | 대전광역시 | 유성구 | 국도 제4호선과 중복                     |
| 두마 교차로 | 국도 제4호선 (계백로)      | 대전광역시 | 유성구 | 국도 제4호선과 중복                     |
| 한당교      |                            | 대전광역시 | 유성구 |                                         |
| 중세 교차로 | 계백로93번길 세동로249번길 | 대전광역시 | 유성구 |                                         |
| 세동 교차로 | 세동로 남선세동로          | 대전광역시 | 유성구 | 세동1 교차로와 연결 세동2 교차로와 연결 |
| 세동교      |                            | 대전광역시 | 유성구 |                                         |
| 계룡1터널   |                            | 대전광역시 | 유성구 | 상행 연장 2,600m 하행 연장 2,665m       |

기존 구간 (2005년 이전 노선)
- 유성구 봉명네거리 - 유성교 - 유성고속버스터미널 - 장대네거리 - 유성초등학교 - KT 유성지사 - 죽동네거리 - 월드컵네거리 - 유성선병원 - 은구비네거리 - 유성구장애인종합복지관 - 침신대네거리(노은지하차도) - 반석네거리 - 반석교 - 반석역 - 외삼네거리 - 안산2교 - 동촌교 - 남세종 나들목

기존 구간 (2007년 이전 노선)
- 유성구 두마 교차로 - 두계2교 - 엉고개 - 방동대교
- 유성구 / 서구 서대전 나들목 - 서대전나들목삼거리 - 진잠네거리 - 롯데마트 서대전점 - 구봉중삼거리
- 서구 관저네거리(관저지하차도) - 관저·건양대병원시외버스정류소 - 건양병원네거리 - 느리울네거리 - 가수원네거리 - 가수원교 - 정림삼거리 - 불티구름다리 - 대전남부소방서 - 도마삼거리 - 도마동시외버스정류소 - 대전서부교육지원청 - 도마네거리 - 유등교
- 중구 유등교 - 버드내네거리 - 유천네거리 - 서대전육교 - 서대전역네거리 - 홈플러스 문화점 - 세이백화점 - 서대전공원 - 서대전네거리(서대전네거리역) - 서대전초교삼거리 - 중도일보 - 오룡역네거리 - 용두네거리 - 계룡육교 - 수침교
- 서구 수침교 - 수침교네거리 - 용문역네거리 - 롯데백화점 대전점 - 탄방네거리 - 탄방지하차도 - 숭어리샘네거리 - 큰마을네거리(갈마지하차도) - 갈마삼거리 - 갈마네거리 - 월평삼거리 - 만년교
- 유성구 만년교 - 용반네거리 - 유성네거리(유성온천역) - 봉명네거리 - 구암역삼거리 - 구암교 - 구암교사거리 - 장대삼거리 - 현충원역 - 현충원역삼거리 - 덕명삼거리 - 덕명교 - 덕송초등학교 - 국립대전현충원 - 삽재

### 충청남도(세종특별자치시이남 지역)
| 이름         | 접속 노선                        | 소재지         | 소재지 | 비고                              |
| ------------ | -------------------------------- | -------------- | ------ | --------------------------------- |
| 계룡1터널    |                                  | 공주시         | 반포면 | 상행 연장 2,600m 하행 연장 2,665m |
| 계룡2터널    |                                  | 공주시         | 반포면 | 상행 연장 706m 하행 연장 695m     |
| 사봉교       |                                  | 공주시         | 반포면 |                                   |
| 삽재 교차로  | 국도 제32호선 (금벽로, 현충원로) | 공주시         | 반포면 | 국도 제32호선과 중복              |
| 사봉 교차로  | 사봉길                           | 공주시         | 반포면 | 국도 제32호선과 중복              |
| 박정자삼거리 | 동학사1로                        | 공주시         | 반포면 | 국도 제32호선과 중복              |
| 온천교       |                                  | 공주시         | 반포면 | 국도 제32호선과 중복              |
| 희망 교차로  | 상하신길                         | 공주시         | 반포면 | 국도 제32호선과 중복              |
| 공암 교차로  | 송곡로                           | 공주시         | 반포면 | 국도 제32호선과 중복              |
| 공암교       |                                  | 공주시         | 반포면 | 국도 제32호선과 중복              |
| 반포 교차로  | 국도 제32호선 (금벽로)           | 공주시         | 반포면 | 국도 제32호선과 중복              |
| 금천교       |                                  | 공주시         | 반포면 |                                   |
| 성강 교차로  | 남산길 성강길 수실2길            | 공주시         | 반포면 |                                   |
| 용수1교      |                                  | 세종특별자치시 | 금남면 |                                   |
| 용수1교      |                                  | 공주시         | 반포면 |                                   |
| 송곡교       |                                  | 공주시         | 반포면 |                                   |
| 송곡 교차로  | 오얏마루길                       | 공주시         | 반포면 |                                   |
| 용수2교      |                                  | 공주시         | 반포면 |                                   |

기존 구간 (2007년 이전 노선)
- 공주시 삽재 - 삽재 교차로

### 세종특별자치시·충청북도
| 이름                                            | 접속 노선                               | 소재지         | 소재지                             | 비고                                                         |
| ----------------------------------------------- | --------------------------------------- | -------------- | ---------------------------------- | ------------------------------------------------------------ |
| 용수2교                                         |                                         | 세종특별자치시 | 금남면                             |                                                              |
| 용수3교                                         | 송곡로                                  | 세종특별자치시 | 금남면                             | 상행 진출 불가 하행 진입 불가                                |
| 용수4교 가자교                                  |                                         | 세종특별자치시 | 금남면                             |                                                              |
| 국곡 교차로                                     | 안금로                                  | 세종특별자치시 | 금남면                             |                                                              |
| 두만 교차로                                     | 세종로                                  | 세종특별자치시 | 금남면                             |                                                              |
| 감성교                                          |                                         | 세종특별자치시 | 금남면                             |                                                              |
| 감성 교차로                                     | 안금로                                  | 세종특별자치시 | 금남면                             | 하행 진입 불가                                               |
| 발산 교차로                                     | 발산1길                                 | 세종특별자치시 | 금남면                             |                                                              |
| 대평 교차로                                     | 갈매로                                  | 세종특별자치시 | 금남면                             | 상행 진입 불가 하행 진출 불가                                |
| 해들 교차로                                     | 국가지원지방도 제96호선 (행복대로)      | 세종특별자치시 | 대평동                             | 국가지원지방도 제96호선과 중복 상행 진출 불가 하행 진입 불가 |
| 학나래교                                        |                                         | 세종특별자치시 | 대평동                             | 국가지원지방도 제96호선과 중복                               |
| 학나래교                                        | 새롬동                                  | 세종특별자치시 |                                    | 국가지원지방도 제96호선과 중복                               |
| 학나래교                                        | 한솔동                                  | 세종특별자치시 |                                    | 국가지원지방도 제96호선과 중복                               |
| 가람 교차로                                     | 국가지원지방도 제96호선 (금송로) 나리로 | 세종특별자치시 |                                    | 국가지원지방도 제96호선과 중복                               |
| 사오리지하차도                                  |                                         | 세종특별자치시 |                                    |                                                              |
| 새롬동                                          |                                         | 세종특별자치시 |                                    |                                                              |
| 다정동                                          |                                         | 세종특별자치시 |                                    |                                                              |
| 너비뜰 교차로                                   | 국도 제36호선 (장기로) 가름로           | 세종특별자치시 | 종촌동                             | 국도 제36호선과 중복                                         |
| 주추지하차도                                    |                                         | 세종특별자치시 | 종촌동                             | 국도 제36호선 상부도로 통과                                  |
| 주추지하차도                                    | 아름동                                  | 세종특별자치시 |                                    | 국도 제36호선 상부도로 통과                                  |
| 은하수 교차로 (모개고가차도)                    | 국도 제43호선 (정안세종로) 미리내로     | 세종특별자치시 | 국도 제36호선과 중복               |                                                              |
| 빗돌터널                                        |                                         | 세종특별자치시 | 해밀동                             | 국도 제36호선과 중복 연장 310m                               |
| 연기교                                          |                                         | 세종특별자치시 | 해밀동                             | 국도 제36호선과 중복                                         |
| 연기교                                          | 연기면                                  | 세종특별자치시 |                                    | 국도 제36호선과 중복                                         |
| 연기삼거리                                      | 수왕로                                  | 세종특별자치시 |                                    | 국도 제36호선과 중복                                         |
| 연기사거리                                      | 당산로                                  | 세종특별자치시 |                                    | 국도 제36호선과 중복                                         |
| 봉암교                                          |                                         | 세종특별자치시 |                                    | 국도 제36호선과 중복                                         |
|                                                 | 연서면                                  | 세종특별자치시 |                                    | 국도 제36호선과 중복                                         |
| (이름 없음)                                     | 봉암길                                  | 세종특별자치시 |                                    | 국도 제36호선과 중복                                         |
| 월암교                                          |                                         | 세종특별자치시 |                                    | 국도 제36호선과 중복                                         |
| 월하오거리                                      | 당산로 월하1길                          | 세종특별자치시 |                                    | 국도 제36호선과 중복                                         |
| 번암사거리                                      | 국도 제36호선 (허만석로) 번암안동네길   | 세종특별자치시 | 조치원읍                           | 국도 제36호선과 중복                                         |
| 월하 교차로                                     | 도원로                                  | 세종특별자치시 | 조치원읍                           |                                                              |
| 신흥사거리                                      | 대첩로                                  | 세종특별자치시 | 조치원읍                           |                                                              |
| 욱일 교차로                                     | 행복길                                  | 세종특별자치시 | 조치원읍                           |                                                              |
| 세종여고 교차로                                 | 봉산로                                  | 세종특별자치시 | 조치원읍                           |                                                              |
| 서창사거리                                      | 충현로 원마루길                         | 세종특별자치시 | 조치원읍                           |                                                              |
| 고려대학교 세종캠퍼스 고대고속버스정류소        |                                         | 세종특별자치시 | 조치원읍                           |                                                              |
| 신안1리사거리                                   | 새내로 섭골길                           | 세종특별자치시 | 조치원읍                           |                                                              |
| 신안과선교                                      | 허만석로                                | 세종특별자치시 | 조치원읍                           | 상행 진출 불가 하행 진입 불가                                |
| 홍익대학교 세종캠퍼스 홍대고속버스정류소 서창역 |                                         | 세종특별자치시 | 조치원읍                           |                                                              |
| 신안2리사거리                                   | 운주산로 안터길                         | 세종특별자치시 | 조치원읍                           |                                                              |
| 조천1교                                         |                                         | 세종특별자치시 | 조치원읍                           |                                                              |
|                                                 | 청주시                                  | 흥덕구 오송읍  |                                    |                                                              |
| 오송 교차로                                     | 청주시                                  | 흥덕구 오송읍  |                                    |                                                              |
| 조천2교                                         |                                         | 세종특별자치시 | 전동면                             |                                                              |
| 전동 교차로                                     | 전동고가로                              | 세종특별자치시 | 전동면                             | 전동삼거리를 통해 연결                                       |
| 석곡교                                          | 상석곡길                                | 세종특별자치시 | 전동면                             |                                                              |
| 청람 교차로                                     | 동막골길                                | 세종특별자치시 | 전동면                             |                                                              |
| 조천3교                                         |                                         | 세종특별자치시 | 전동면                             |                                                              |
| 전의2 교차로                                    | 김처선로 운주산로                       | 세종특별자치시 | 전의면                             |                                                              |
| 조천4교                                         |                                         | 세종특별자치시 | 전의면                             |                                                              |
|                                                 | 전동면                                  | 세종특별자치시 |                                    |                                                              |
| 조천5교                                         |                                         | 세종특별자치시 | 전의면                             |                                                              |
| 전의 교차로                                     | 의당전의로                              | 세종특별자치시 | 전의면                             |                                                              |
| 유천 교차로                                     | 국도 제23호선 국도 제43호선 (차령로)    | 세종특별자치시 | 전의면                             | 국도 제23, 43호선과 중복                                     |
| 유정2교                                         |                                         | 세종특별자치시 | 전의면                             | 국도 제23, 43호선과 중복                                     |
|                                                 | 천안시                                  | 동남구 광덕면  |                                    | 국도 제23, 43호선과 중복                                     |
| 구정사거리                                      | 천안시                                  | 동남구 광덕면  | 지방도 제623호선 (행정길) 운주산로 | 국도 제23, 43호선과 중복                                     |
| 행정삼거리                                      | 차령고개로                              | 세종특별자치시 | 소정면                             | 국도 제23, 43호선과 중복                                     |
| 운당리삼거리                                    | 소정구길                                | 세종특별자치시 | 소정면                             | 국도 제23, 43호선과 중복                                     |
| 운당 교차로                                     | 국도 제43호선 (세종평택로) 소정안골1길  | 세종특별자치시 | 소정면                             | 국도 제23, 43호선과 중복                                     |
| 곡교천교                                        |                                         | 세종특별자치시 | 소정면                             | 국도 제23호선과 중복                                         |
| 곡교천교삼거리                                  | 가송로                                  | 세종특별자치시 | 소정면                             | 국도 제23호선과 중복                                         |
| 소정대교                                        |                                         | 세종특별자치시 | 소정면                             | 국도 제23호선과 중복                                         |
| 소정육교앞                                      | 궁리길 소정구길                         | 세종특별자치시 | 소정면                             | 국도 제23호선과 중복                                         |
| 대곡사거리                                      | 세종특별자치시도 제32호선 (취금헌로)    | 세종특별자치시 | 소정면                             | 국도 제23호선과 중복                                         |

기존 구간 (2012년 이전 노선)
- 연기군 북유성 나들목 - 감성교 - 감성삼거리 - 발산교 - 발산삼거리 - 성덕1교 - 용포교 - 대평삼거리 - 금남교 - 나성교 - 송담교 - 종촌육교 - 종촌교 - 종촌사거리 - 방축교 - 금사교 - 연기교 - 연기삼거리 - 연기사거리

### 충청남도(세종특별자치시이북 지역)
| 이름                               | 접속 노선                                           | 소재지 | 소재지        | 비고                          |
| ---------------------------------- | --------------------------------------------------- | ------ | ------------- | ----------------------------- |
| 제3소사교                          |                                                     | 천안시 | 동남구 목천읍 | 국도 제23호선과 중복          |
| 남천안 나들목                      | 25호선 논산천안고속도로                             | 천안시 | 동남구 목천읍 | 국도 제23호선과 중복          |
| 도리티삼거리                       | 청당산업길                                          | 천안시 | 동남구 목천읍 | 국도 제23호선과 중복          |
| 선문대학교 천안캠퍼스              |                                                     | 천안시 | 동남구        | 국도 제23호선과 중복          |
| 천안여고삼거리 (천안생활체육공원)  | 삼룡3길                                             | 천안시 | 동남구        | 국도 제23호선과 중복          |
| 청삼 교차로                        | 국도 제21호선 (남부대로)                            | 천안시 | 동남구        | 국도 제23호선과 중복          |
| 천안박물관 천안삼거리공원          |                                                     | 천안시 | 동남구        | 국도 제23호선과 중복          |
| 삼룡사거리                         | 충절로                                              | 천안시 | 동남구        | 국도 제23호선과 중복          |
| 굴울사거리                         | 정골1길                                             | 천안시 | 동남구        | 국도 제23호선과 중복          |
| 구성삼거리                         | 충무로                                              | 천안시 | 동남구        | 국도 제23호선과 중복          |
| 천안동남소방서                     |                                                     | 천안시 | 동남구        | 국도 제23호선과 중복          |
| 고재사거리                         | 유량로 고재15길                                     | 천안시 | 동남구        | 국도 제23호선과 중복          |
| 도로원점삼거리                     | 버들로                                              | 천안시 | 동남구        | 국도 제23호선과 중복          |
| 동부교                             |                                                     | 천안시 | 동남구        | 국도 제23호선과 중복          |
| 동부사거리                         | 원성천1길 태조산길                                  | 천안시 | 동남구        | 국도 제23호선과 중복          |
| 천안로사거리 (천안로지하차도)      | 천안대로 만남로                                     | 천안시 | 동남구        | 국도 제23호선과 중복          |
| 천안 나들목                        | 1호선 경부고속도로 국가지원지방도 제23호선 (망향로) | 천안시 | 동남구        | 국도 제23호선과 중복          |
| 천안대교                           |                                                     | 천안시 | 동남구        |                               |
| 천안터널                           |                                                     | 천안시 | 동남구        | 상행 연장 280m 하행 연장 275m |
| 천안터널                           | 서북구                                              | 천안시 |               | 상행 연장 280m 하행 연장 275m |
| 두정고가교                         | 삼성대로 천안대로                                   | 천안시 |               |                               |
| 부대동사거리                       | 부성13로 안터길                                     | 천안시 |               |                               |
| 공대사거리                         | 공대길 신당새터2길                                  | 천안시 |               |                               |
| 공주대학교 천안캠퍼스              |                                                     | 천안시 |               |                               |
| 교정삼거리                         | 천일고1길                                           | 천안시 |               |                               |
| 메가마트 천안점 천안농산물도매시장 |                                                     | 천안시 |               |                               |
| 업성동삼거리                       | 번영로 서북우회도로                                 | 천안시 |               |                               |
| 직산역사거리 (직산역)              |                                                     | 천안시 | 서북구 직산읍 |                               |
| 직산사거리 (직산지하차도)          | 봉주로 부송로                                       | 천안시 | 서북구 직산읍 |                               |
| 수헐 교차로                        | 국도 제34호선 (삼사로) 천안대로                     | 천안시 | 서북구 직산읍 | 국도 제34호선과 중복          |
| 상덕과선교                         |                                                     | 천안시 | 서북구 직산읍 | 국도 제34호선과 중복          |
|                                    | 서북구 성환읍                                       | 천안시 |               | 국도 제34호선과 중복          |
| 매주 교차로 (매주육교)             | 국가지원지방도 제70호선 (연암율금로)                | 천안시 |               | 국도 제34호선과 중복          |
| 송덕3교 우신3교                    |                                                     | 천안시 |               | 국도 제34호선과 중복          |
| 우신2 교차로 (우신2교)             | 국도 제34호선 (삼사로)                              | 천안시 |               | 국도 제34호선과 중복          |
| 성환철도육교                       |                                                     | 천안시 |               |                               |
| 대홍 교차로                        | 천안대로                                            | 천안시 |               |                               |
| 홍경교                             |                                                     | 천안시 |               |                               |
| 대홍삼거리                         | 연암로                                              | 천안시 |               |                               |
| 안궁삼거리                         | 문화촌1길                                           | 천안시 |               |                               |
| 안성천교                           |                                                     | 천안시 |               |                               |

### 경기도(서울특별시이남 지역)
| 이름                                            | 접속 노선                                                      | 소재지 | 소재지                              | 비고                      |
| ----------------------------------------------- | -------------------------------------------------------------- | ------ | ----------------------------------- | ------------------------- |
| 안성천교 서재교                                 |                                                                | 평택시 | 신평동                              |                           |
| 비전지하차도사거리 (비전지하차도)               | 국도 제38호선 (서동대로)                                       | 평택시 | 신평동                              |                           |
| 문예화관사거리                                  | 중앙로                                                         | 평택시 | 신평동                              |                           |
| 문예화관사거리                                  | 중앙로                                                         | 평택시 | 비전동                              |                           |
| 평택시청                                        |                                                                | 평택시 |                                     |                           |
| 시청뒤사거리                                    | 평남로                                                         | 평택시 |                                     |                           |
| 뉴코아사거리                                    | 문화촌로 평택5로114번길                                        | 평택시 |                                     |                           |
| 비전사거리                                      | 평남로                                                         | 평택시 |                                     |                           |
| 덕동사거리                                      | 비전3로 평택4로                                                | 평택시 |                                     |                           |
| 한성아파트사거리                                | 만세로 평택2로                                                 | 평택시 |                                     |                           |
| 검찰청입구사거리                                | 비전6로 평택1로                                                | 평택시 |                                     |                           |
| 검찰청입구사거리                                | 비전6로 평택1로                                                | 평택시 | 통복동                              |                           |
| 동삭교                                          |                                                                | 평택시 |                                     |                           |
|                                                 | 세교동                                                         | 평택시 |                                     |                           |
| 법원사거리                                      | 지방도 제317호선 (동삭로)                                      | 평택시 |                                     |                           |
| 경기계량소사거리                                | 세교4로 세교공원로                                             | 평택시 |                                     |                           |
| 태영아파트사거리                                | 세교로                                                         | 평택시 |                                     |                           |
| 평택공단사거리                                  | 세교산단로 은실고가길                                          | 평택시 |                                     |                           |
| 자동차매매단지삼거리                            | 세교산단로101번길                                              | 평택시 |                                     |                           |
| 한신주유소삼거리                                | 지제중앙로 평택로                                              | 평택시 |                                     |                           |
| 평택지제역 (지제역사거리)                       | 영신로                                                         | 평택시 |                                     |                           |
| 송탄교차로사거리                                | 지제로                                                         | 평택시 |                                     |                           |
| 송탄 교차로                                     | 국도 제45호선 (남북대로)                                       | 평택시 |                                     |                           |
| 송탄 교차로                                     | 국도 제45호선 (남북대로)                                       | 평택시 | 송탄동                              |                           |
| 이천교                                          |                                                                | 평택시 |                                     |                           |
| 모곡동계량소삼거리                              |                                                                | 평택시 |                                     |                           |
| 모곡동삼거리                                    | 산단로64번길                                                   | 평택시 |                                     |                           |
| 광천마을입구삼거리                              |                                                                | 평택시 |                                     |                           |
| 송탄산단삼거리                                  | 산단로                                                         | 평택시 |                                     |                           |
| 퓨리나사료사거리                                | 산단로121번길                                                  | 평택시 | 중앙동                              |                           |
| 광동제약사거리                                  | 노루댕이1길                                                    | 평택시 | 중앙동                              |                           |
| 홈플러스 송탄점                                 |                                                                | 평택시 | 중앙동                              |                           |
| 장당사거리                                      | 송탄로 첨단대로                                                | 평택시 | 중앙동                              |                           |
| 장당중학교사거리                                | 장당길 송탄로40번길                                            | 평택시 | 중앙동                              |                           |
| 현대아파트사거리                                | 지방도 제302호선 (청원로)                                      | 평택시 | 중앙동                              | 중앙지하차도              |
| 평택병원사거리                                  | 정암로                                                         | 평택시 | 중앙동                              | 중앙지하차도              |
| 부영아파트입구사거리                            | 이충로 동구재길                                                | 평택시 | 중앙동                              |                           |
| 대진아파트입구삼거리                            | 이충로                                                         | 평택시 | 중앙동                              |                           |
| 대진아파트입구삼거리                            | 이충로                                                         | 평택시 | 서정동                              |                           |
| 송탄문예회관앞                                  | 서정로                                                         | 평택시 |                                     |                           |
| 송탄문예회관앞                                  | 서정로                                                         | 평택시 |                                     |                           |
| 송탄출장소사거리 (평택시청 송탄출장소)          | 관광특구로                                                     | 평택시 |                                     |                           |
| 경기평택교육도서관사거리                        | 서정북로                                                       | 평택시 |                                     |                           |
| 송현초등학교 우성아파트삼거리                   |                                                                | 평택시 | 지산동                              |                           |
| 지산현대사거리                                  | 송탄공원로                                                     | 평택시 | 지산동                              |                           |
| 지산사거리                                      | 지산로                                                         | 평택시 | 지산동                              |                           |
| 라이프아파트사거리                              | 지산천로                                                       | 평택시 | 송북동                              |                           |
| 오좌사거리                                      | 탄현로 오좌동길                                                | 평택시 | 송북동                              |                           |
| 송탄소방서사거리 (송탄소방서)                   | 삼봉로                                                         | 평택시 | 송북동                              |                           |
| 신장교                                          |                                                                | 평택시 | 송북동                              |                           |
|                                                 | 진위면                                                         | 평택시 |                                     |                           |
| 비행장사거리                                    | 지방도 제306호선 (송탄고가길)                                  | 평택시 |                                     |                           |
| 신리삼거리                                      | 신리길                                                         | 평택시 |                                     |                           |
| 진위교                                          |                                                                | 평택시 |                                     |                           |
| 서탄입구삼거리                                  | 서탄로                                                         | 평택시 |                                     |                           |
| 하북삼거리                                      |                                                                | 평택시 |                                     |                           |
| 진위역 (진위역삼거리)                           | 지방도 제314호선 (진위서로)                                    | 평택시 |                                     |                           |
| 사리 교차로                                     | 방꼬지길 하북4길                                               | 평택시 |                                     |                           |
| 가곡리입구삼거리                                | 가곡길                                                         | 평택시 |                                     |                           |
| 롯데제과삼거리                                  | 가곡4길                                                        | 평택시 |                                     |                           |
| 야막리입구사거리                                | 엘지로 야막길                                                  | 평택시 |                                     |                           |
| 갈곶리삼거리                                    | 오산로                                                         | 오산시 | 대원동                              |                           |
| 한전사거리                                      | 남부대로                                                       | 오산시 | 대원동                              |                           |
| 이마트 오산점                                   | 오산로160번길                                                  | 오산시 | 대원동                              |                           |
| 한성예식장삼거리                                | 지방도 제310호선 (밀머리로)                                    | 오산시 | 대원동                              |                           |
| 원동사거리                                      | 원동로                                                         | 오산시 | 대원동                              | 오산 나들목과 간접 연결   |
| 신양아파트앞                                    | 대원로                                                         | 오산시 | 대원동                              |                           |
| 롯데마트사거리                                  | 성호대로                                                       | 오산시 | 대원동                              |                           |
| 롯데마트 오산점 중앙동행정복지센터              |                                                                | 오산시 | 중앙동                              |                           |
| 운동장사거리                                    | 국가지원지방도 제82호선 (경기동로) (오산천로)                  | 오산시 | 중앙동                              |                           |
| 은계대교                                        |                                                                | 오산시 | 중앙동                              |                           |
|                                                 | 신장동                                                         | 오산시 |                                     |                           |
| 은계주공아파트                                  | 오산로360번길                                                  | 오산시 |                                     |                           |
| 매홀중학교앞삼거리                              | 현충로                                                         | 오산시 |                                     |                           |
| 오산대역                                        |                                                                | 오산시 |                                     |                           |
| (물향기지하차도)                                | 오산대역로                                                     | 오산시 |                                     |                           |
| (이름 없음)                                     | 삼미로 청학로                                                  | 오산시 |                                     |                           |
| 내삼미동입구                                    | 문헌공로                                                       | 오산시 |                                     |                           |
| 유엔군초전비                                    |                                                                | 오산시 |                                     |                           |
| 세마대사거리 (세마지하차도)                     | 독산성로 문시로                                                | 오산시 | 세마동                              | 북오산 나들목과 간접 연결 |
| 병점육교                                        |                                                                | 화성시 | 병점동                              |                           |
| 홈플러스 병점점                                 |                                                                | 화성시 | 병점동                              |                           |
| 병점사거리                                      | 병점3로                                                        | 화성시 | 병점동                              | 병점지하차도              |
| 병점초등학교                                    |                                                                | 화성시 | 진안동                              | 병점지하차도              |
| 병점지하차도 교차로                             | 국가지원지방도 제84호선 (효행로)                               | 화성시 | 진안동                              | 병점지하차도              |
| 진안 교차로                                     | 국도 제43호선 (봉영로)                                         | 화성시 | 진안동                              |                           |
| 대성교 남단                                     | 반정로                                                         | 수원시 | 권선구                              | 상행 진출입만 가능        |
| 대성교                                          |                                                                | 수원시 | 권선구                              |                           |
| 곡반정동입구                                    | 동수원로                                                       | 수원시 | 권선구                              | 상행 진출입만 가능        |
| 비행장사거리                                    | 정조로 경수대로158번길                                         | 수원시 | 권선구                              |                           |
| 물이랑교사거리                                  | 경수대로190번길 경수대로191번길                                | 수원시 | 권선구                              |                           |
| 권선중학교                                      |                                                                | 수원시 | 권선구                              |                           |
| 터미널사거리                                    | 덕영대로                                                       | 수원시 | 권선구                              |                           |
| NC백화점 수원점 수원종합버스터미널              |                                                                | 수원시 | 권선구                              |                           |
| 세류문화길삼거리                                | 경수대로302번길                                                | 수원시 | 권선구                              |                           |
| 세권사거리                                      | 세권로                                                         | 수원시 | 권선구                              |                           |
| 권선사거리                                      | 권선로                                                         | 수원시 | 권선구                              | 효원지하차도              |
| 시청사거리                                      | 효원로                                                         | 수원시 | 권선구                              | 효원지하차도              |
| 시청사거리                                      | 효원로                                                         | 수원시 | 팔달구                              | 효원지하차도              |
| 인계사거리                                      | 인계로                                                         | 수원시 |                                     |                           |
| 한신아파트앞사거리                              | 장다리로                                                       | 수원시 | 동수원고가차도                      |                           |
| 동수원사거리                                    | 국도 제42호선 국도 제43호선 국가지원지방도 제98호선 (중부대로) | 수원시 | 동수원고가차도 국도 제43호선과 중복 |                           |
| 못골사거리                                      | 세지로                                                         | 수원시 | 국도 제43호선과 중복                |                           |
| 창룡문                                          |                                                                | 수원시 | 국도 제43호선과 중복                |                           |
| 창룡문사거리 (창룡문지하차도)                   | 국도 제43호선 (창룡대로)                                       | 수원시 | 국도 제43호선과 중복                |                           |
| 창룡문사거리 (창룡문지하차도)                   | 국도 제43호선 (창룡대로)                                       | 수원시 | 국도 제43호선과 중복                | 장안구                    |
| 영연교                                          |                                                                | 수원시 |                                     |                           |
| 교육청사거리                                    | 광교산로 팔달로                                                | 수원시 |                                     |                           |
| 수원교육지원청                                  |                                                                | 수원시 |                                     |                           |
| 영화초교사거리                                  | 수성로                                                         | 수원시 |                                     |                           |
| 영화초등학교                                    |                                                                | 수원시 |                                     |                           |
| 종합운동장사거리                                | 송정로                                                         | 수원시 |                                     |                           |
| 수원종합운동장 수원 케이티 위즈 파크            |                                                                | 수원시 |                                     |                           |
| 장안구청사거리 (장안지하차도)                   | 송원로                                                         | 수원시 |                                     |                           |
| 홈플러스 북수원점 북수원패션아울렛              |                                                                | 수원시 |                                     |                           |
| 대동우물사거리                                  | 경수대로973번길 경수대로976번길                                | 수원시 |                                     |                           |
| 솔대사거리                                      | 만석로                                                         | 수원시 |                                     |                           |
| 파장천사거리                                    | 수원시도 제14호선 (파장천로)                                   | 수원시 |                                     |                           |
| 국세청삼거리 (중부지방국세청)                   | 경수대로1107번길                                               | 수원시 |                                     |                           |
| 교육원삼거리                                    | 이목로                                                         | 수원시 |                                     |                           |
| 경기도인재개발원                                |                                                                | 수원시 |                                     |                           |
| 파장 나들목 (지지대 교차로)                     | 서부로 수원북부순환로 경수대로1220번길                         | 수원시 |                                     |                           |
| 북수원 나들목                                   | 50호선 영동고속도로                                            | 의왕시 | 고천동                              |                           |
| 골사그내                                        | 고고리길 골사그내길                                            | 의왕시 | 고천동                              |                           |
| 야쿠르트입구                                    | 대안사길                                                       | 의왕시 | 고천동                              |                           |
| 의왕 나들목                                     | 지방도 제309호선 (봉담과천로)                                  | 의왕시 | 고천동                              |                           |
| 고합삼거리                                      |                                                                | 의왕시 | 고천동                              |                           |
| 고천사거리 (의왕고천지하차도)                   | 의왕시도 제1호선 (오봉로) 의왕시도 제4호선 (사천로)            | 의왕시 | 고천동                              |                           |
| 의왕고천시외버스정류장                          |                                                                | 의왕시 | 고천동                              |                           |
| 기업은행사거리                                  | 고천공업로 오전천로                                            | 의왕시 | 고천동                              |                           |
| 오전동사거리                                    | 고산로 효행로                                                  | 의왕시 | 오전동                              |                           |
| 원골로삼거리                                    | 원골로                                                         | 의왕시 | 오전동                              |                           |
| 모락로사거리                                    | 모락로 의왕군포로                                              | 의왕시 | 오전동                              |                           |
| 포도원사거리                                    | 고래들길 포도원로                                              | 의왕시 | 오전동                              |                           |
| 포도원사거리                                    | 고래들길 포도원로                                              | 안양시 | 동안구                              |                           |
| 호계삼거리                                      | 농심로 엘에스로                                                | 안양시 | 동안구                              |                           |
| 호계사거리 (호계지하차도) (호계1동행정복지센터) | 국도 제47호선 (흥안대로)                                       | 안양시 | 동안구                              |                           |
| 신기사거리                                      | 신기대로 경수대로623번길                                       | 안양시 | 동안구                              | 평촌 나들목과 간접 연결   |
| 방축사거리                                      | 귀인로                                                         | 안양시 | 동안구                              |                           |
| 호계동시외버스정류장                            |                                                                | 안양시 | 동안구                              |                           |
| 범계사거리 (범계지하차도)                       | 시민대로                                                       | 안양시 | 동안구                              |                           |
| 부흥고삼거리                                    | 달안로                                                         | 안양시 | 동안구                              |                           |
| 비산교                                          | 덕천로 학의로                                                  | 안양시 | 동안구                              |                           |
| 비산동시외버스정류장                            |                                                                | 안양시 | 동안구                              |                           |
| 비산사거리 (비산지하차도)                       | 국가지원지방도 제57호선 (관악대로)                             | 안양시 | 동안구                              |                           |
| 대림대사거리                                    | 임곡로 태평로134번길                                           | 안양시 | 동안구                              |                           |
| (박달2교 동단)                                  | 박달우회로                                                     | 안양시 | 만안구                              |                           |
| 안양시관악장애인종합복지관                      |                                                                | 안양시 | 만안구                              |                           |
| 예술공원사거리                                  | 예술공원로                                                     | 안양시 | 만안구                              | 유원지고가차도            |
| 석수교                                          |                                                                | 안양시 | 만안구                              | 유원지고가차도            |
| 삼성초등학교                                    |                                                                | 안양시 | 만안구                              |                           |
| 신촌교                                          | 경수대로1244번길                                               | 안양시 | 만안구                              |                           |
| 석수1동행정복지센터 관악역                      |                                                                | 안양시 | 만안구                              |                           |
| 삼막삼거리                                      | 삼막로                                                         | 안양시 | 만안구                              | 삼막 나들목과 간접 연결   |
| 석수 나들목                                     | 110호선 제2경인고속도로                                        | 안양시 | 만안구                              | 상행 진출 불가            |
| 안양육교삼거리                                  | 안양로                                                         | 안양시 | 만안구                              |                           |
| 석수역                                          | 삼성산길                                                       | 안양시 | 만안구                              |                           |

### 서울특별시
| 이름                                                            | 접속 노선                                         | 소재지     | 소재지       | 비고                                           |
| --------------------------------------------------------------- | ------------------------------------------------- | ---------- | ------------ | ---------------------------------------------- |
| 석수역 앞                                                       |                                                   | 서울특별시 | 금천구       |                                                |
| 기아대교앞 교차로                                               | 기아로                                            | 서울특별시 | 금천구       |                                                |
| 금천 램프                                                       | 강남순환로                                        | 서울특별시 | 금천구       | 선암 방면 진출 불가 소하 방면 진입 불가        |
| 시흥산업용재유통센터 금천문화원                                 |                                                   | 서울특별시 | 금천구       |                                                |
| 박미삼거리                                                      | 독산로                                            | 서울특별시 | 금천구       |                                                |
| 홈플러스 시흥점                                                 |                                                   | 서울특별시 | 금천구       |                                                |
| 시흥사거리                                                      | 시흥대로 금하로                                   | 서울특별시 | 금천구       |                                                |
| 시흥대교                                                        |                                                   | 서울특별시 | 금천구       |                                                |
| 시흥대교 교차로                                                 | 금하로                                            | 서울특별시 | 금천구       |                                                |
| 안양천교                                                        |                                                   | 서울특별시 | 금천구       |                                                |
| 금천 나들목                                                     | 15호선 서해안고속도로                             | 서울특별시 | 금천구       | 상행 진출 불가 하행 진입 불가                  |
| 금천교 교차로                                                   | 범안로                                            | 서울특별시 | 금천구       | 하행 진출만 가능                               |
| 금천 교차로                                                     | 서부샛길                                          | 서울특별시 | 금천구       | 상행 진입만 가능                               |
| 철산교 교차로                                                   | 디지털로                                          | 서울특별시 | 금천구       |                                                |
| 광명교 교차로                                                   | 가마산로                                          | 서울특별시 | 금천구       |                                                |
| 구일초교앞 교차로                                               | 구일로                                            | 서울특별시 | 구로구       | 하행 진입 불가                                 |
| 안양천철교                                                      |                                                   | 서울특별시 | 구로구       |                                                |
| 고척교 교차로                                                   | 국도 제46호선 (경인로)                            | 서울특별시 | 구로구       |                                                |
| 오금교 교차로                                                   | 구로중앙로 목동로                                 | 서울특별시 | 구로구       |                                                |
| 신정교 교차로                                                   | 도림천로                                          | 서울특별시 | 영등포구     |                                                |
| 오목교 교차로                                                   | 영등포로 오목로                                   | 서울특별시 | 영등포구     |                                                |
| 목동교 교차로                                                   | 국회대로                                          | 서울특별시 | 영등포구     | 신월 나들목 (120호선 경인고속도로)와 간접 연결 |
| 양평교 교차로                                                   | 양평로                                            | 서울특별시 | 영등포구     | 양방향 진입 불가                               |
| 성산대교남단 교차로                                             | 국도 제6호선 국도 제48호선 국도 제77호선 (노들로) | 서울특별시 | 영등포구     | 국도 제48호선과 중복                           |
| 성산대교                                                        |                                                   | 서울특별시 | 영등포구     | 국도 제48호선과 중복                           |
|                                                                 | 마포구                                            | 서울특별시 |              | 국도 제48호선과 중복                           |
| 성산대교북단 교차로                                             | 국도 제77호선 (강변북로)                          | 서울특별시 |              | 국도 제48호선과 중복                           |
| 내부순환로입구                                                  | 국도 제48호선 (성산로) 내부순환로                 | 서울특별시 |              | 국도 제48호선과 중복                           |
| 월드컵경기장삼거리                                              | 월드컵로                                          | 서울특별시 |              |                                                |
| 월드컵경기장 교차로                                             | 월드컵로 증산로                                   | 서울특별시 |              |                                                |
| 월드컵터널                                                      |                                                   | 서울특별시 | 연장 약 300m |                                                |
| 상암사거리                                                      | 월드컵북로                                        | 서울특별시 |              |                                                |
| 중동교 교차로 (증산지하차도)                                    | 성암로                                            | 서울특별시 |              |                                                |
| 증산3교 교차로                                                  | 거북골로 증산로3길                                | 서울특별시 | 은평구       |                                                |
| 증산역 교차로                                                   | 증가로 증산로9길                                  | 서울특별시 | 은평구       |                                                |
| 와산교 교차로                                                   | 용암로13길 증산로15길                             | 서울특별시 | 은평구       |                                                |
| 새절역 교차로                                                   | 가좌로                                            | 서울특별시 | 은평구       |                                                |
| 신사오거리 (응암역)                                             | 은평로 진흥로                                     | 서울특별시 | 은평구       |                                                |
| 역촌동행정복지센터                                              |                                                   | 서울특별시 | 은평구       |                                                |
| 역말사거리                                                      | 역말로                                            | 서울특별시 | 은평구       |                                                |
| 예일디자인고등학교 예일초등학교 예일여자고등학교 예일여자중학교 |                                                   | 서울특별시 | 은평구       |                                                |
| 구산역 교차로                                                   | 서오릉로                                          | 서울특별시 | 은평구       |                                                |
| 연신내역 교차로                                                 | 통일로 연서로                                     | 서울특별시 | 은평구       |                                                |
| 은평소방서 신도고등학교                                         |                                                   | 서울특별시 | 은평구       |                                                |
| 박석고개 교차로                                                 | 진관1로                                           | 서울특별시 | 은평구       |                                                |
| 구파발사거리                                                    | 진관3로                                           | 서울특별시 | 은평구       |                                                |

기존 구간 (1996년 이전 노선)
- 구로구(지금의 금천구 시흥사거리 - 금천구청입구 교차로 - 말미고개 - 말미사거리 - 금천우체국 교차로 - 독산사거리 - 서울문성초등학교 - 시흥 나들목
- 구로구 시흥 나들목 - 구로공단역
- 영등포구 대림사거리 - 대림삼거리 - 기상청입구 교차로 - 보라매사거리 - 서울지방병무청 - 공군회관 - 대방역
- 동작구 동작전화국입구 교차로 - 노량진역 - 서울동작경찰서 - 사육신공원 - 한강대교 남단 - 한강대교
- 용산구 한강대교 - 한강대교 북단 - 용산역 - 용산우체국 - 삼각지역 - 남영삼거리 - 숙대입구역 - 서울역
- 중구 서울역 - 염천교 교차로 - 경찰청앞 교차로 - 경찰청 - 서대문경찰서 - 서대문역 교차로
- 서대문구 서대문역 교차로 - 서울금화초등학교 - 독립문역사거리 - 독립문역 - 독립공원 교차로 - 서울안산초등학교 - 무악재역 - 홍제삼거리 - 홍제역 - 홍은사거리 - 산골고개
- 은평구 녹번역 - 질병관리본부 - 질병관리본부 교차로 - 불광역 - 서울서부시외버스터미널 - 동명여고 교차로 - 연신내역

### 경기도(서울특별시이북 지역)
| 이름                                                 | 접속 노선                            | 소재지 | 소재지                        | 비고     |
| ---------------------------------------------------- | ------------------------------------ | ------ | ----------------------------- | -------- |
| 동산삼거리 (동산육교)                                | 고양대로 동축로                      | 고양시 | 덕양구                        |          |
| 덕수교                                               |                                      | 고양시 | 덕양구                        |          |
| 지축차량사업소앞                                     | 지방도 제356호선 (삼송로)            | 고양시 | 덕양구                        |          |
| 공무원주택앞                                         | 통일로214번길                        | 고양시 | 덕양구                        |          |
| 삼송초등학교앞                                       | 오금3로 삼송로205번길                | 고양시 | 덕양구                        |          |
| 숫돌고개생태다리                                     |                                      | 고양시 | 덕양구                        |          |
| (신원지하차도)                                       | 권율대로 오금2로                     | 고양시 | 덕양구                        |          |
| 벽제교                                               |                                      | 고양시 | 덕양구                        |          |
| 통일로 나들목 (벽제지하차도)                         | 100호선 수도권제1순환고속도로        | 고양시 | 덕양구                        |          |
| 장재장삼거리                                         | 통일로493번길                        | 고양시 | 덕양구                        |          |
| 대자삼거리                                           | 국도 제39호선 (호국로)               | 고양시 | 덕양구                        |          |
| 제1대자교                                            |                                      | 고양시 | 덕양구                        |          |
| 필리핀참전비앞                                       | 대양로                               | 고양시 | 덕양구                        |          |
| 관산동행정복지센터 고양외국어고등학교 고양제일중학교 |                                      | 고양시 | 덕양구                        |          |
| 관산삼거리                                           | 성현로                               | 고양시 | 덕양구                        |          |
| 관산 교차로                                          | 국도 제39호선 (새빛로)               | 고양시 | 덕양구                        |          |
| 가장동삼거리                                         | 동헌로                               | 고양시 | 덕양구                        |          |
| 고골 교차로                                          | 고골길                               | 고양시 | 덕양구                        |          |
| 내유초등학교앞                                       | 통일로1108번길                       | 고양시 | 덕양구                        |          |
| 내유초등학교                                         |                                      | 고양시 | 덕양구                        |          |
| 장곡검문소 교차로                                    | 국가지원지방도 제98호선 (명봉산로)   | 고양시 | 덕양구                        |          |
| 농협하나로클럽 파주점                                |                                      | 파주시 | 조리읍                        |          |
| 봉일천입구 교차로                                    | 봉천로 소곡로                        | 파주시 | 조리읍                        |          |
| (이름 없음)                                          | 고봉로 두루봉로                      | 파주시 | 조리읍                        |          |
| 봉일천사거리                                         | 지방도 제363호선 (중앙로) 대원로     | 파주시 | 조리읍                        |          |
| 등원교                                               |                                      | 파주시 | 조리읍                        |          |
| 등원 교차로                                          | 국가지원지방도 제56호선 (파주로)     | 파주시 | 조리읍                        |          |
| PX마을앞                                             | 학령로                               | 파주시 | 금촌동                        |          |
| 금촌신사거리                                         | 새꽃로 통일로690번길                 | 파주시 | 월롱면                        |          |
| 영태삼거리                                           | 한태말길                             | 파주시 | 월롱면                        |          |
| 월롱삼거리                                           | 휴암로                               | 파주시 | 월롱면                        |          |
| 월롱역                                               |                                      | 파주시 | 월롱면                        |          |
| 월롱 교차로                                          | 도감로 엘지로                        | 파주시 | 월롱면                        |          |
| 월롱교                                               |                                      | 파주시 | 월롱면                        |          |
|                                                      | 파주읍                               | 파주시 |                               |          |
| 봉암 교차로                                          | 지방도 제360호선 (금월로)            | 파주시 | 상행 진출 불가 하행 진입 불가 |          |
| 봉암교 연풍육교                                      |                                      | 파주시 |                               |          |
| 주라위삼거리                                         | 술이홀로                             | 파주시 |                               |          |
| 통일공원앞                                           | 문산역로 충현로                      | 파주시 |                               |          |
| 문산교                                               |                                      | 파주시 |                               |          |
|                                                      | 문산읍                               | 파주시 |                               |          |
| 문산읍행정복지센터                                   |                                      | 파주시 |                               |          |
| 문산사거리                                           | 지방도 제364호선 (우계로) (문산역로) | 파주시 |                               |          |
| (이름 없음)                                          | 방촌로                               | 파주시 |                               |          |
| 여우고개사거리                                       | 국도 제37호선 (율곡로)               | 파주시 |                               |          |
| 운천역                                               |                                      | 파주시 |                               |          |
| 마정리입구                                           | 마정로                               | 파주시 |                               |          |
| 마정 교차로                                          | 임진각로                             | 파주시 |                               |          |
| 자유 나들목                                          | 국도 제77호선 (자유로)               | 파주시 |                               |          |
| 통일대교                                             |                                      | 파주시 |                               |          |
|                                                      | 군내면                               | 파주시 | 민간인 출입통제 구간          |          |
| 통일촌사거리                                         | 군내면                               | 파주시 | 민간인 출입통제 구간          | 통일촌길 |
| 군내삼거리                                           | 군내면                               | 파주시 | 민간인 출입통제 구간          | 희망로   |
| 점원리                                               | 군내면                               | 파주시 | 민간인 출입통제 구간          |          |
| 금릉리                                               |                                      | 파주시 | 민간인 출입통제 구간          | 진서면   |
| 어룡리                                               | 대성동길                             | 파주시 | 민간인 출입통제 구간          | 진서면   |
| 판문점                                               |                                      | 파주시 | 민간인 출입통제 구간          | 진서면   |
| 조선민주주의인민공화국 구간                          |                                      |        |                               |          |

## 구간 과속 단속
- 나주시 영산동 부덕 교차로 ~ 금천면 석전 교차로 (양방향 6.5km, 90km/h)
- 세종특별자치시 대평동 학나래교 ~ 아름동 주추지하차도 (양방향 7.3km, 70km/h)
- 세종특별자치시 소정면 운당 교차로 ~ 대곡삼거리 (목포 방향 2.5km, 80km/h)

## 도로명
전라남도
- 목포시 유달동 고하도 ~ 삼향동 목포 나들목 : 고하대로
- 무안군 삼향읍 목포 나들목 ~ 나주시 다시면 다시 교차로 : 영산로
- 나주시 다시면 다시 교차로 ~ 금천면 금천 교차로 : 빛가람장성로
- 나주시 금천면 금천 교차로 ~ 남평읍 광이리 : 영산로

광주광역시
- 남구 칠석동 ~ 건덕터널 : 영산로
- 남구 건덕터널 ~ 백운 교차로 : 서문대로
- 남구 백운 교차로 ~ 서구 농성 교차로 : 대남대로
- 서구 농성 교차로 ~ 북구 동운고가 교차로 (북단) : 죽봉대로
- 북구 동운고가 교차로 (북단) ~ 광산구 아산 교차로 : 북문대로

전라남도
- 장성군 남면 삼태리 ~ 북이면 호남제2터널 : 하서대로

전북특별자치도
- 정읍시 입암면 호남제2터널 ~ 감곡면 통석 교차로 : 정읍대로
- 정읍시 감곡면 통석 교차로 ~ 전주시 완산구 쑥고개 : 선비로
- 전주시 완산구 쑥고개 ~ 쑥고개 교차로 : 쑥고개로
- 전주시 완산구 쑥고개 교차로 ~ 익산시 여산면 (생태통로) : 호남로

충청남도
- 논산시 연무읍 (생태통로) ~ 부창동 강산사거리 : 득안대로
- 논산시 부창동 강산사거리 ~ 취암동 계백사거리 : 논산대로
- 논산시 취암동 계백사거리 ~ 계룡시 계룡대교 : 계백로

대전광역시
- 유성구 계룡대교 ~ 두마 교차로 : 계백로
- 유성구 두마 교차로 ~ 충청남도 공주시 반포면 경계(계룡1터널) : 백운로

충청남도
- 공주시 반포면 계룡1터널 ~ 삽재 교차로 : 백운로
- 공주시 반포면 삽재 교차로 ~ 반포 교차로 : 금벽로
- 공주시 반포면 반포 교차로 ~ 용수2교 : 반포세종로

세종특별자치시
- 금남면 용수2교 ~ 두만 교차로 : 반포세종로
- 금남면 두만 교차로 ~ 소정면 제3소사교 : 세종로

충청남도
- 천안시 동남구 목천읍 제3소사교 ~ 남천안 나들목 : 세종로
- 천안시 동남구 목천읍 남천안 나들목 ~ 천안로사거리 : 천안대로
- 천안시 동남구 천안로사거리 ~ 천안 나들목 : 만남로
- 천안시 동남구 천안 나들목 ~ 서북구 북부고가교 : 삼성대로
- 천안시 서북구 북부고가교 ~ 직산읍 수헐 교차로 : 천안대로
- 천안시 서북구 직산읍 수헐 교차로 ~ 성환읍 대홍 교차로 : 삼사로
- 천안시 서북구 성환읍 대홍 교차로 ~ 안성천교 : 천안대로

경기도
- 평택시 신평동 안성천교 ~ 화성시 진안동 대황교 : 경기대로
- 수원시 권선구 대황교 ~ 안양시 만안구 석수역 : 경수대로

서울특별시
- 금천구 석수역 ~ 시흥사거리 : 시흥대로
- 금천구 시흥사거리 ~ 시흥대교 교차로 : 금하로
- 금천구 시흥대교 교차로 ~ 금천 나들목 : 안양천로
- 금천구 금천 나들목 ~ 영등포구 성산대교 : 서부간선도로
- 마포구 성산대교 ~ 내부순환로입구 : 성산로
- 마포구 내부순환로입구 ~ 월드컵경기장삼거리 : 농수산시장로
- 마포구 월드컵경기장삼거리 ~ 월드컵경기장 교차로 : 월드컵로
- 마포구 월드컵경기장 교차로 ~ 은평구 신사오거리 : 증산로
- 은평구 신사오거리 ~ 연신내역 교차로 : 연서로
- 은평구 연신내역 교차로 ~ 진관동 : 통일로

경기도
- 고양시 덕양구 동산동 ~ 파주시 진서면 판문점 : 통일로

## 자동차 전용도로 구간
아래 구간은 국토교통부에서 지정한 자동차 전용도로 구간이므로 보행자, 자전거 등은 통행할 수 없다. 이륜자동차 (모터사이클 혹은 오토바이)는 긴급자동차 (싸이카 및 소방용 모터사이클 등)에 한해 통행이 가능하며, 그 밖의 이륜자동차와 경운기, 우마차, 트랙터, 손수레는 통행할 수 없다.
| 도로명       | 시점                                               | 종점                                             | 총연장 (km) | 차로수 | 지정일                         |
| ------------ | -------------------------------------------------- | ------------------------------------------------ | ----------- | ------ | ------------------------------ |
| 목포대교     | 전라남도 목포시 달동(신항 교차로)                  | 전라남도 목포시 죽교동(북항 교차로)              | 3.82        | 4      | 2012년 6월 21일                |
| 고하대로     | 전라남도 목포시 연산동(삽진산단입구 교차로)        | 전라남도 목포시 삼향동(목포 나들목)              | 5.2         | 8      | 1998년 9월 16일                |
| 빛가람장성로 | 전라남도 나주시 다시면 복암리(다시 교차로)         | 전라남도 나주시 금천면 석전리(금천 교차로)       | 19.5        | 4      | 2004년 9월 13일 2007년 8월 6일 |
| 호남로       | 전북특별자치도 전주시 완산구 용복동(쑥고개 교차로) | 전북특별자치도 익산시 왕궁면 온수리(쌍정 교차로) | 22.8        | 4      | 2004년 7월 5일                 |
| 서부간선도로 | 서울특별시 금천구 독산동(안양천교)                 | 서울특별시 영등포구 양화동(성산대교 남단)        | 10.8        | 4      | 1989년 2월 13일                |

## 미디어
- 2000년 1월 1일 KBS에서 방송된 《하늘에서 본 국도 1호선》에서 국도 제1호선의 모습이 방영되기도 했다.
- 2010년 MBC에서 방영한 드라마 《로드 넘버원》은 국도 제1호선을 주제로 한 한국 전쟁에 대한 드라마이다.

## 사진

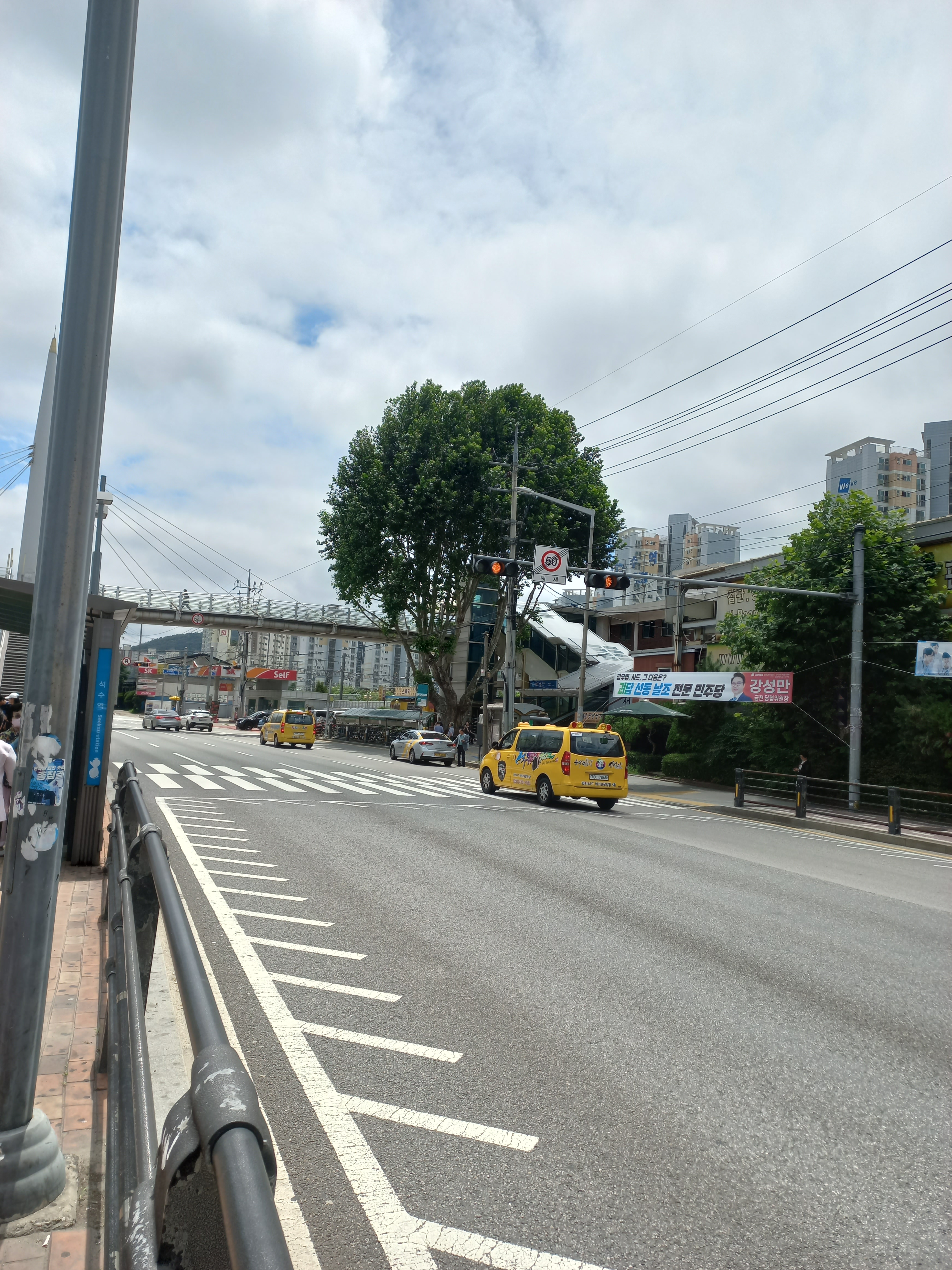
석수역 앞
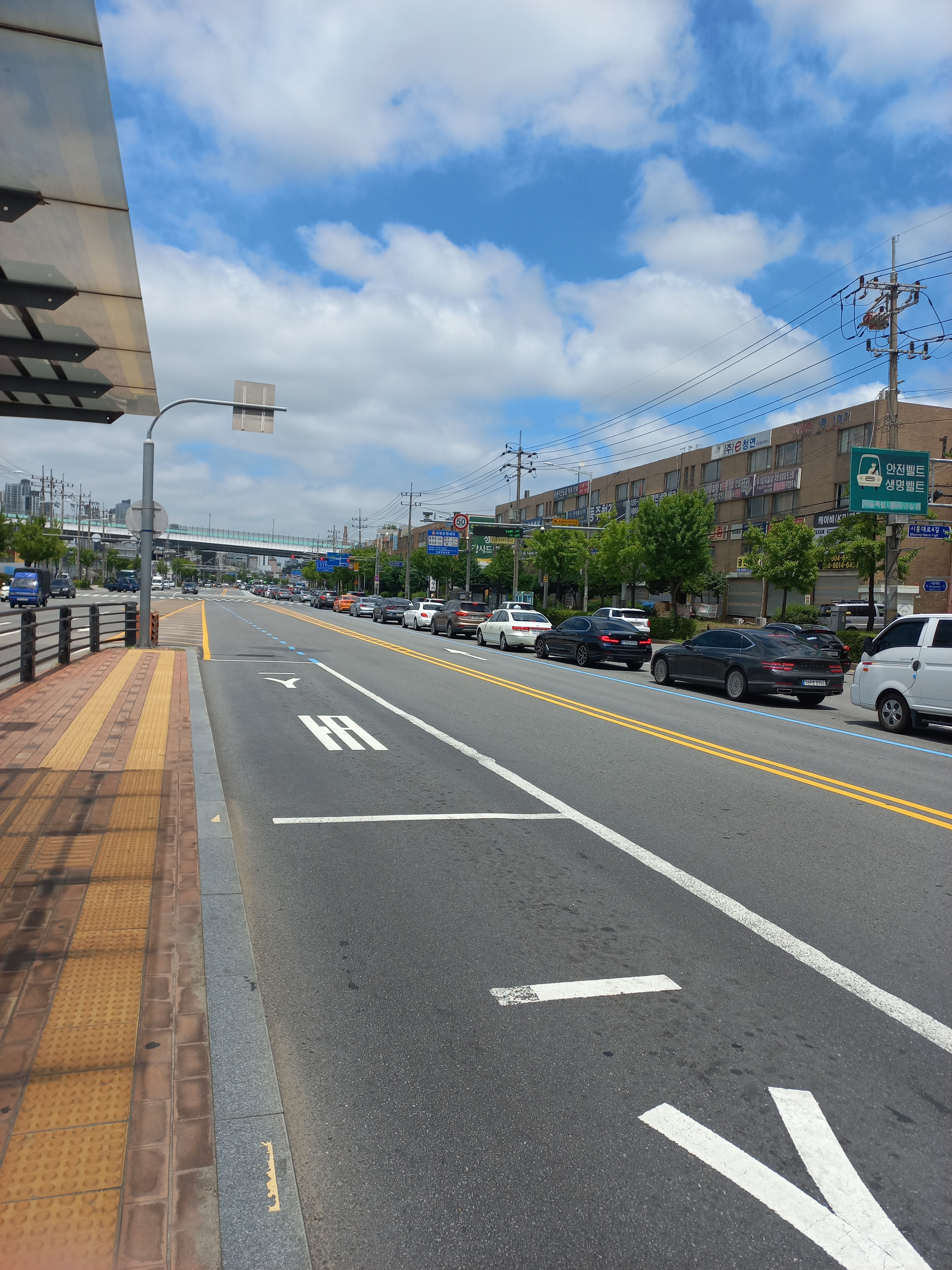
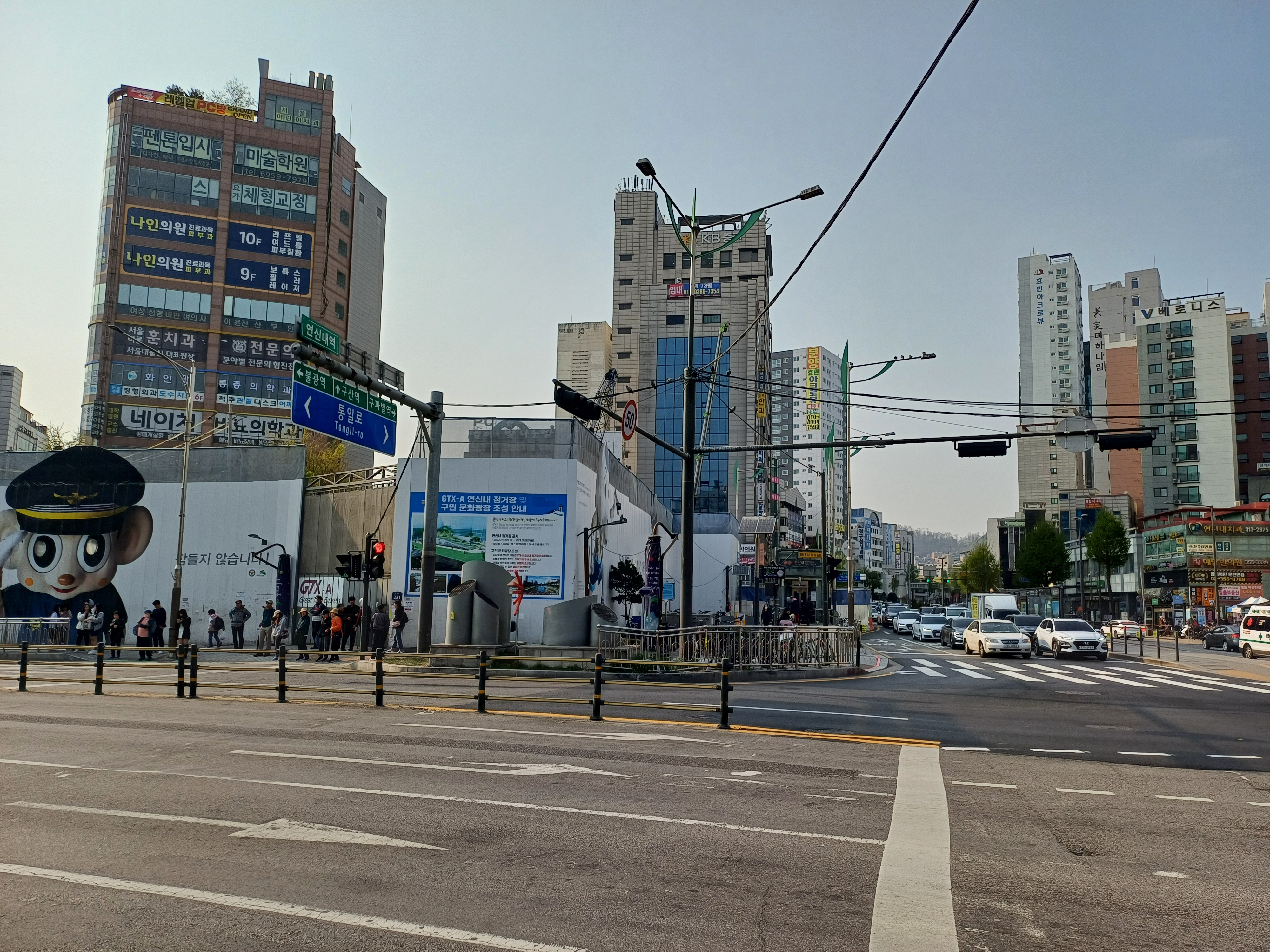
연신내역 교차로
월드컵터널